# Gottfried Wilhelm Leibniz

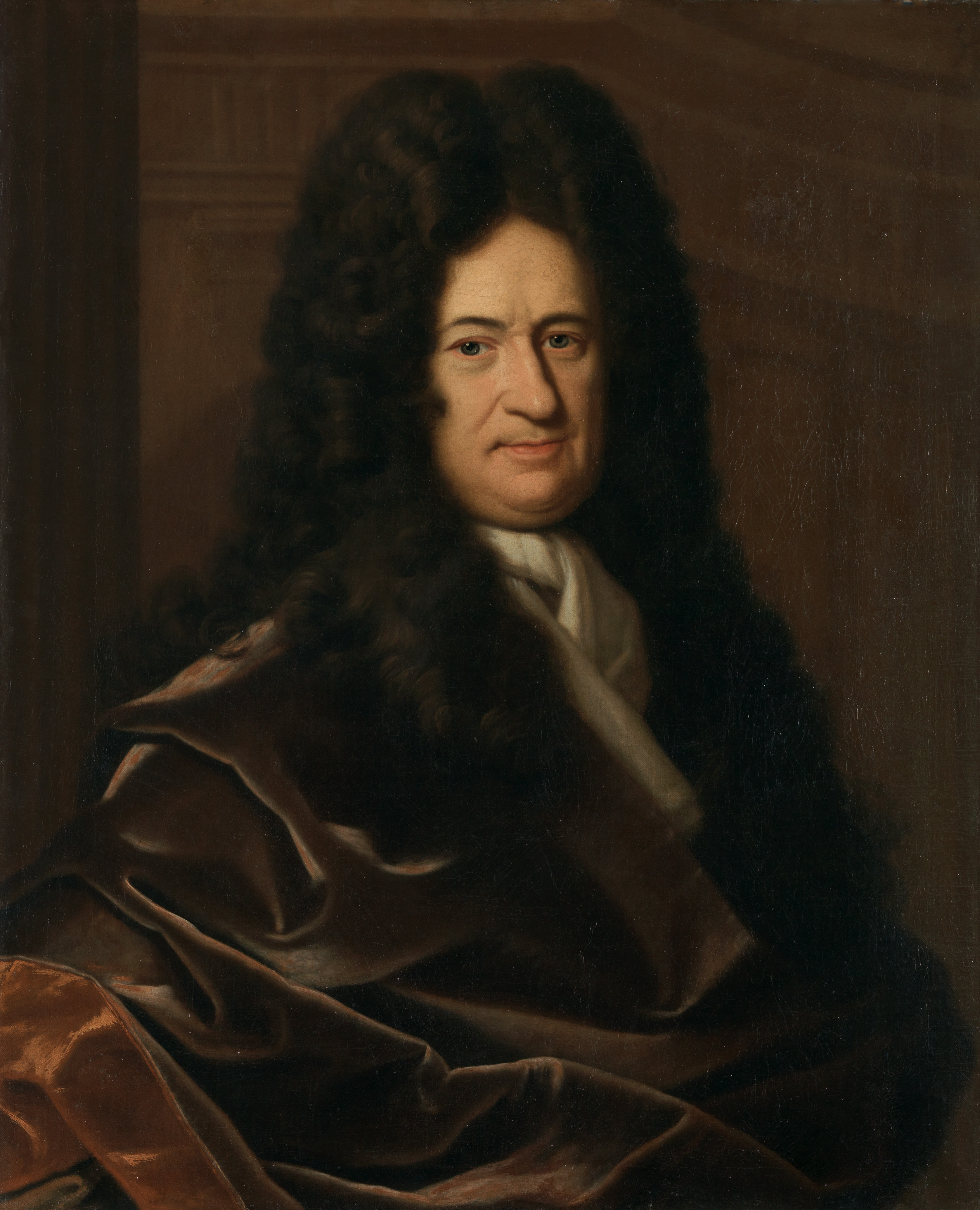
Gottfried Wilhelm Leibniz,
Porträt von Christoph Bernhard Francke, um 1700; Herzog Anton Ulrich-Museum, Braunschweig

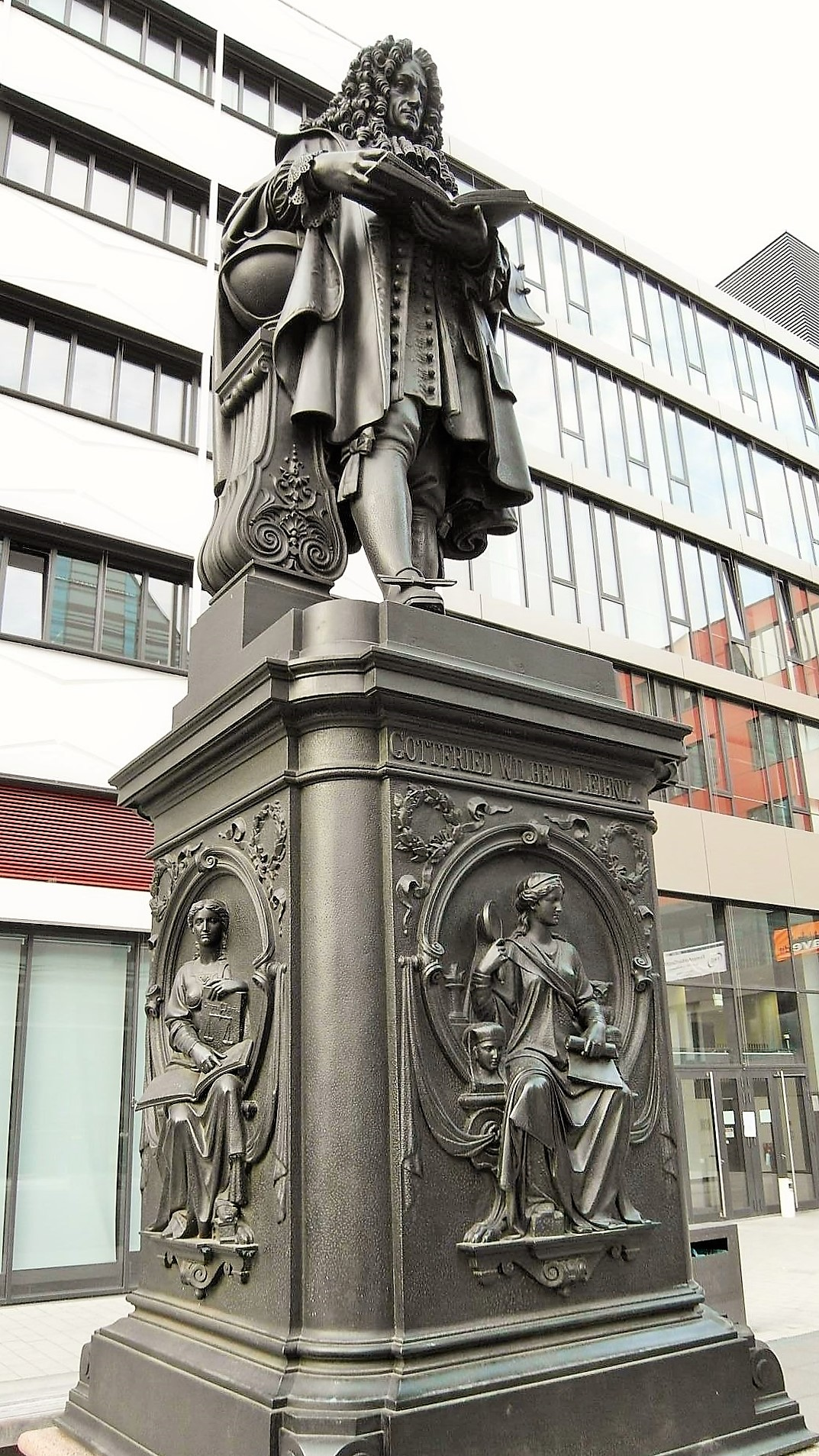
Leibniz-Denkmal, 2009 anlässlich 600 Jahre Alma Mater lipsiensis in den Neuen Campus der Universität Leipzig umgesetzt

Gottfried Wilhelm Leibniz (* 21. Junijul. / 1. Juli 1646greg. in Leipzig, Kurfürstentum Sachsen; † 14. November 1716 in Hannover, Kurfürstentum Braunschweig-Lüneburg) war ein deutscher Philosoph, Mathematiker, Jurist, Historiker und politischer Berater der frühen Aufklärung. Er gilt als der universale Geist seiner Zeit und war einer der bedeutendsten Philosophen des ausgehenden 17. und beginnenden 18. Jahrhunderts sowie einer der wichtigsten Vordenker der Aufklärung.

## Leben

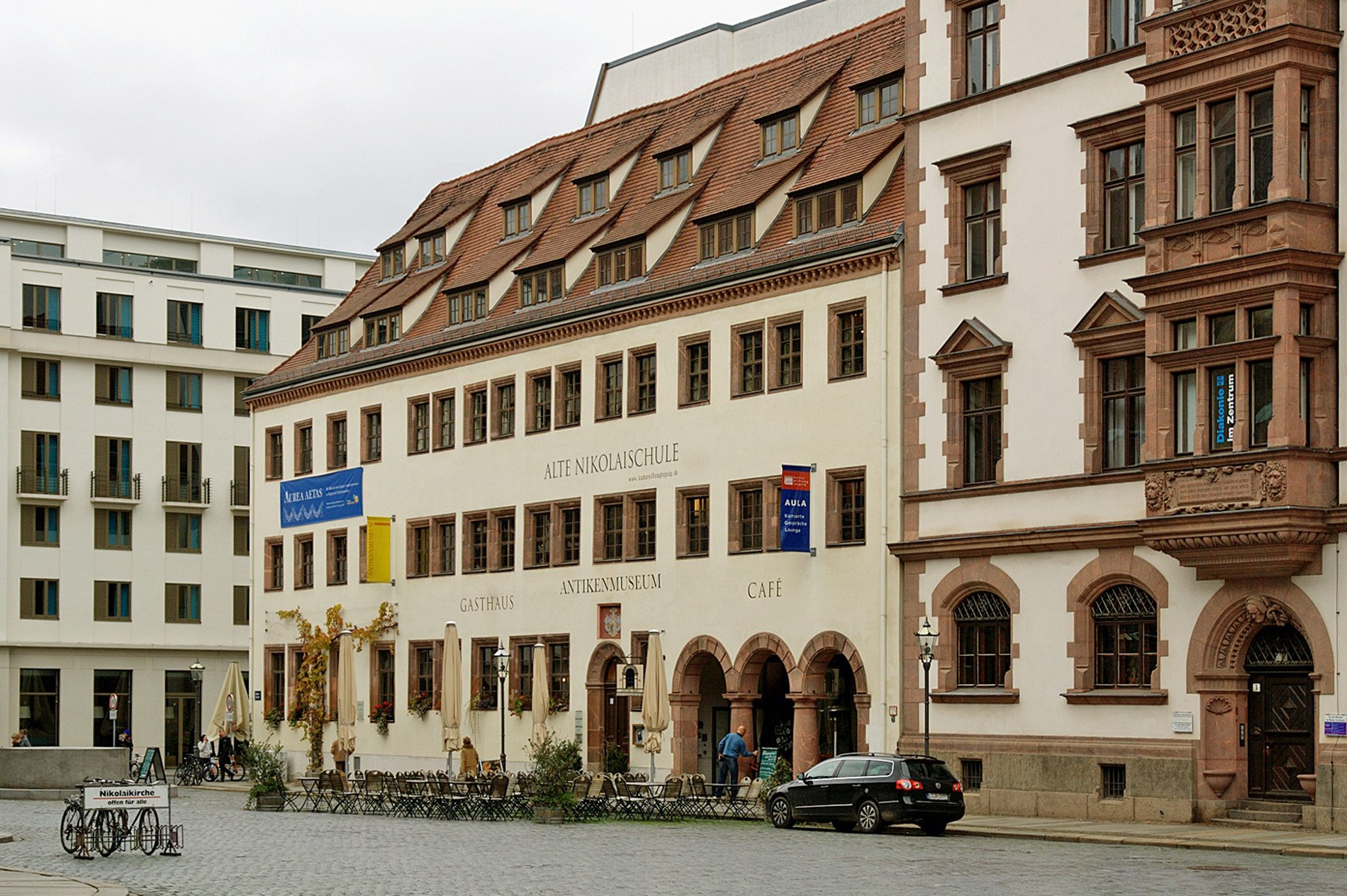
Leipzig: Alte Nikolaischule, die Leibniz sechs Jahre besucht hat

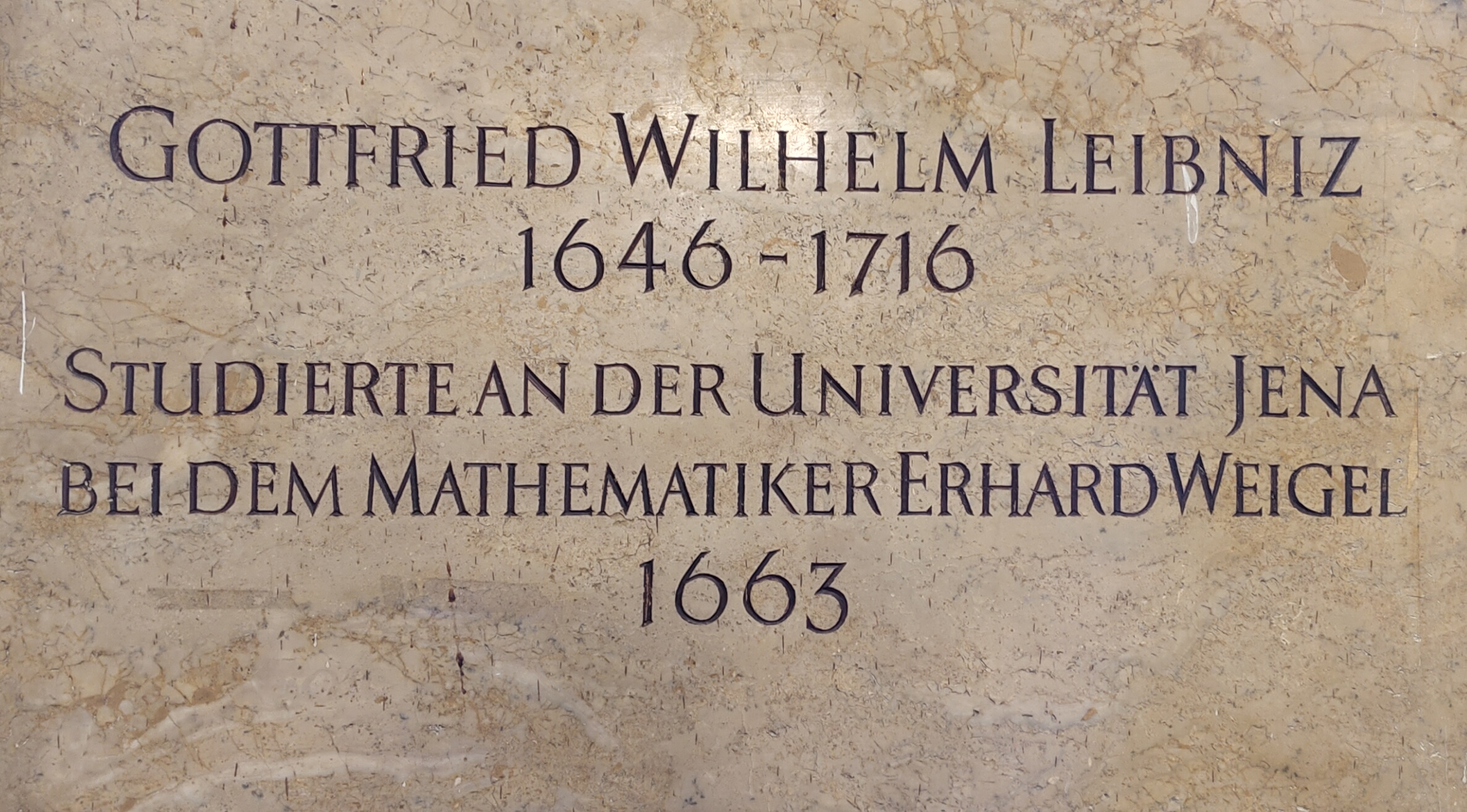
Gedenktafel an der Universität Jena

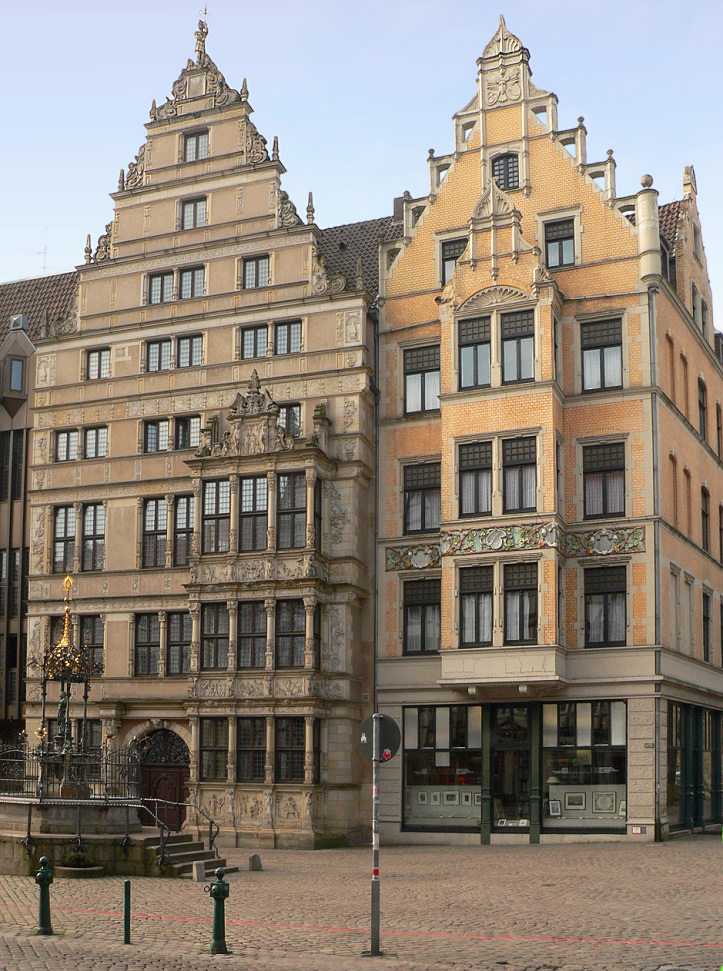
Leibnizhaus in Hannover, Neubau mit originalgetreu nachgebildeter Fassade (linkes Gebäude)

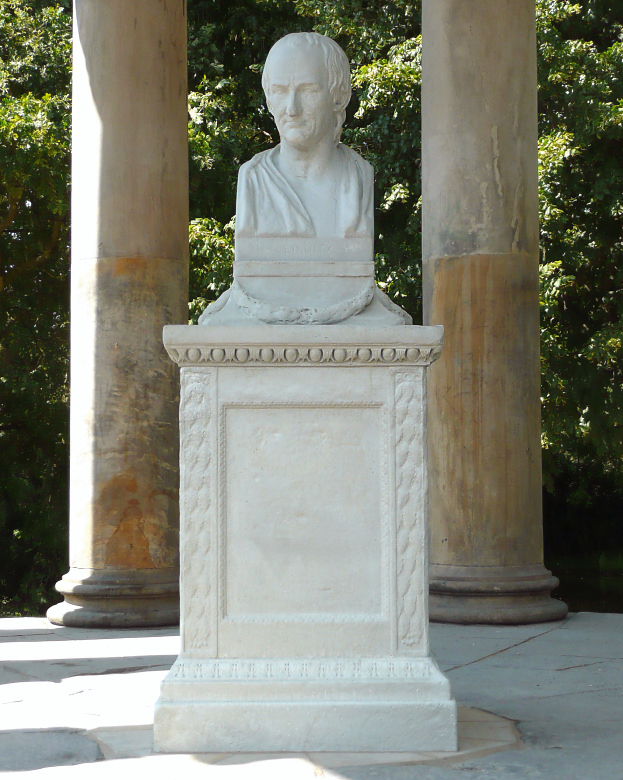
Kopie der Leibniz-Büste im Leibniztempel in Hannover

Leibniz wurde nach dem damals in den protestantischen Territorien des Heiligen Römischen Reiches gültigen Julianischen Kalender am 21. Juni 1646 in Leipzig geboren und am 23. Juni in der Leipziger Nikolaikirche getauft. Sein Vater war der aus Altenberg im Erzgebirge stammende Jurist, Notar und Professor für Moralphilosophie (Ethik) Friedrich Leibnütz  (1597–1652), seine Mutter Catharina war die Tochter des Leipziger Professors und Rechtswissenschaftlers Wilhelm Schmuck. Sie war Leibnütz’ dritte Ehefrau; in zweiter Ehe war er mit der Tochter eines Buchhändlers verheiratet gewesen. Teils durch den Vater selbst erworben, teils von dessen beiden Schwiegervätern ererbt, besaß das Haus, in dem Leibniz aufwuchs, also eine umfangreiche und vielfältige Bibliothek, zu der der frühe Tod des Vaters dem Sohn weitgehend unbeaufsichtigten Zugang gab: „Nicht nur die Anwesenheit der Bücher, sondern auch die Abwesenheit ihres Besitzers“ legten den Grundstein für die Bildung des jungen Leibniz. Als Achtjähriger lernte er in dieser Bibliothek autodidaktisch die lateinische und die griechische Sprache; als Zwölfjähriger entwickelte er beim Durchdenken logischer Fragestellungen die Anfänge einer mathematischen Zeichensprache.
In frühen Schriften anderer Autoren wurde sein Nachname – analog zu demjenigen seines Vaters, Friedrich Leibnütz, und dessen väterlichen Vorfahren – auch „Leibnütz“, teils auch „Leibnitz“ (franz.: Godefroi Guillaume Leibnitz) geschrieben. Sein Name wurde auch in verschiedenen Versionen latinisiert, z. B. als Godefridus Guilelmus Leibnitius. Ab 1671 wählte er die Schreibweise „Leibniz“ für seinen Familiennamen. In der älteren Literatur, bei manchen Korrespondenzpartnern und bisweilen sogar in der ersten Person wird der Name teils mit dem Adelsprädikat „von“ oder einem Freiherrntitel verbunden; eine tatsächliche Nobilitierung ist jedoch nicht belegt.

Leibniz besuchte von 1655 bis 1661 die Nikolaischule in Leipzig. 1661 immatrikulierte er sich an der Leipziger Universität und betrieb philosophische Studien beim Theologen Johann Adam Schertzer und dem Philosophietheoretiker Jakob Thomasius. 1663 wechselte er an die Universität von Jena, um sich dort unter Anleitung des Mathematikers, Physikers und Astronomen Erhard Weigel pythagoreischen Gedanken zu öffnen.
1666, noch im Alter von 19 Jahren, veröffentlichte Leibniz sein erstes Buch De Arte Combinatoria (Über die Kunst der Kombinatorik). Mit dem ersten Teil dieses Buches Disputatio arithmetica de complexionibus wurde er im März des Jahres von Jakob Thomasius und Erhard Weigel in Philosophie promoviert. Später im selben Jahr, mit 20 Jahren, wollte sich Leibniz zum Doktor der Rechte promovieren lassen, doch die Leipziger Professoren lehnten ihn als zu jung ab. So ging er nach Nürnberg, um dort an der Universität Altdorf das Verwehrte nachzuholen. Vorübergehend stand er in Verbindung zu einer dortigen alchimistischen Geheimgesellschaft, deren Experimente er jedoch schon bald verspottete. Nach eigener Darstellung bot die Altdorfer Universität Leibniz nach der Promotion eine Professur an, die er jedoch ablehnte.
Stattdessen trat er bis 1672 in den Dienst des Mainzer Erzbischofs Johann Philipp von Schönborn. Er lebte während seiner Mainzer Zeit im Boyneburger Hof, der Wohnstätte des kurmainzischen Oberhofmarschalls Johann Christian von Boyneburg, der ihm eine Stelle als Mitarbeiter des Hofrats Hermann Andreas Lasser verschafft hatte. Mit Lasser arbeitete er im Auftrag des Kurfürsten an einer Reform des römischen Rechts (Corpus juris reconcinnatum). Sein Werk Nova methodus discendae docendaeque jurisprudentiae (‚Eine neue Methode, die Jurisprudenz zu lernen und zu lehren‘) erlangte in einschlägigen Kreisen starke Rezeption. Im Jahre 1670 stieg Leibniz trotz seiner lutherischen Konfession zum Rat am kurfürstlichen Oberrevisionsgericht auf. 1671 erschienen zudem zwei Traktate zur Physik. Entwürfe und Fragmente zur Metaphysik – die im Sinne der traditionellen Natürlichen Theologie Grundthesen des christlichen Glaubens philosophisch belegen sollte – und zur Politik zeigen die große Spannweite des intellektuellen Projekts, in dem diese Schriften verortet waren.
1672 reiste Leibniz auf eigenen Wunsch nach Paris, wo er als Hofmeister für Boyneburgs jungen Sohn tätig war. Dort wollte er dem „Sonnenkönig“ Ludwig XIV. einen Plan für einen Eroberungsfeldzug gegen Ägypten unterbreiten, um ihn von den geplanten Eroberungskriegen in Europa abzubringen. Doch Leibniz traute sich nicht, den Plan zu übergeben; über einhundert Jahre später jedoch setzte Napoleon Bonaparte ihn in der Ägyptischen Expedition um. 1672/73 vollendete Leibniz Arbeiten an seiner Rechenmaschine mit Staffelwalze für die vier Grundrechenarten, führte diese vor der Royal Society in London vor und wurde auswärtiges Mitglied dieser berühmten Gelehrtengesellschaft. Seit 1675 war er auch Mitglied der Académie des sciences in Paris. Das von Leibniz weiterentwickelte duale Zahlensystem legte den Grundstein zur rechnergestützten Informationstechnologie des 20. Jahrhunderts.

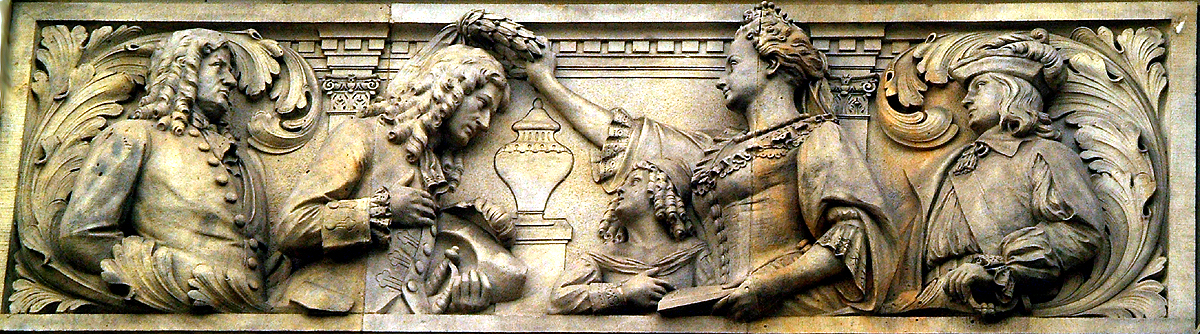
Kurfürstin Sophie von Hannover ehrt Leibniz symbolisch mit dem Lorbeerkranz, Relief von Karl Gundelach, Teil des Geschichtsfrieses am Neuen Rathaus von Hannover

Schon Jahre zuvor, ab 1668, hatte sich unterdessen der welfische Herzog Johann Friedrich bemüht, Leibniz als Bibliothekar an seine Residenzstadt Hannover zu berufen. Doch erst nach mehreren Absagen sagte Leibniz, mittlerweile in finanziellen Nöten, dem Herzog schließlich im Jahr 1676 zu. Auf der – sehr ausgedehnten – Rückreise aus Paris besuchte er seinen Freund Henry Oldenburg in London und seinen philosophischen Lieblingsfeind Spinoza in Den Haag.
In Hannover wurde Leibniz rund zwei Jahre später auch zum Hofrat ernannt. Mit Kurfürstin Sophie von der Pfalz stand er dort in regem Gedankenaustausch. Neben der Arbeit als Bibliothekar hatte er eine Vielzahl von Aufgaben: 1682–1686 beschäftigte sich Leibniz mit technischen Problemen der Bergwerke im Oberharz. Er hielt sich häufig in Osterode und Clausthal auf, erprobte dort neue mechanische Vorrichtungen und machte zahlreiche Vorschläge zur Verbesserung des Oberharzer Bergbaus.
Leibniz hatte im Oberharz unter anderem eine horizontale Windmühle entwickelt, um damit die Grubenentwässerung zu optimieren. Viele seiner Ideen werden heute noch eingesetzt, wie etwa das Endlosseil oder die konische Seiltrommel.
Ab 1685 reiste Leibniz im Auftrag des Welfenhauses durch Europa, um eine Geschichte der Welfen zu schreiben – ein Projekt, das er bis zu seinem Lebensende nicht abschließen konnte. An politischen Erfolgen der Hannoveraner Welfen wie der Erhebung in den Kurfürstenstand 1692 und den Gewinn der britischen Königskrone 1714 war Leibniz durch juristische Gutachten beteiligt.
1698 bezog Leibniz das heute nach ihm benannte Leibnizhaus in Hannover. Hier ließ Leibniz bald darauf für Jahre seinen Schüler und Sekretär, den späteren Gelehrten Rafael Levi, ebenfalls wohnen. Im Zweiten Weltkrieg wurde das Leibnizhaus zerstört und 1983 an anderer Stelle mit rekonstruierter Fassade neu gebaut.
Leibniz stand in engem Kontakt zu anderen Fürsten und bemühte sich um eine bezahlte Stellung. Unter Ernst August wurde Leibniz 1691 auch Bibliothekar der Herzog August Bibliothek in Wolfenbüttel. Leibniz trug Kaiser Leopold I. seine Pläne für eine Münzreform, zum Geld-, Handels- und Manufakturwesen, zur Finanzierung der Türkenkriege, zum Aufbau eines Reichsarchives und vieles andere vor. Doch es wurde ihm nur wohlwollende Aufmerksamkeit zuteil. 1713 verlieh ihm der Kaiser den Titel eines Reichshofrats mit einer kleinen Pension; seine Bemühungen um den Posten eines Kanzlers von Siebenbürgen scheiterten. Die ihm angebotene Bibliothekarsstelle im Vatikan musste Leibniz ebenso ausschlagen wie die eines Kanzlers im Hochstift Hildesheim: Diese Stellen hätten seine Konversion zum Katholizismus verlangt. Als sein Dienstherr, Herzog Georg Ludwig, zum König von Großbritannien wurde, schlug er Leibniz den Wunsch ab, ihn an seinen neuen Hof in London begleiten zu dürfen: Leibniz blieb bis an sein Lebensende in Hannover.
Erfolgreicher waren seine Verbindungen zum brandenburgisch-preußischen Hof, wo Leibniz oft zu Gast war: Mit Königin Sophie Charlotte, Schwester seines Hannoveraner Dienstherrn, pflegte Leibniz einen engen intellektuellen Austausch. Mit Unterstützung Sophie Charlottes konnte 1700 in Berlin eine Kurfürstlich Brandenburgische Societät der Wissenschaften nach englischem und französischem Vorbild gegründet werden, die nach der Krönung von Kurfürst Friedrich III. zum König Friedrich I. in Preußen 1701 in Königlich-Preußische Akademie der Wissenschaften umbenannt wurde. Leibniz wurde ihr erster Präsident. Um diesen Erfolg auszudehnen, führte er 1704 in Dresden und 1713 in Wien Verhandlungen über die Gründung einer sächsischen bzw. kaiserlichen Akademie; auch Zar Peter dem Großen schlug er die Gründung einer Russischen Akademie der Wissenschaften vor, die dieser 1724 ins Werk setzte. Der Akademiegedanke verkörperte das von Leibniz vertretene Wissenschaftsideal, in systematischer Kooperation theoria cum praxi, Theorie und Praxis zu verbinden, und steht damit im Zentrum seines intellektuellen Projekts.

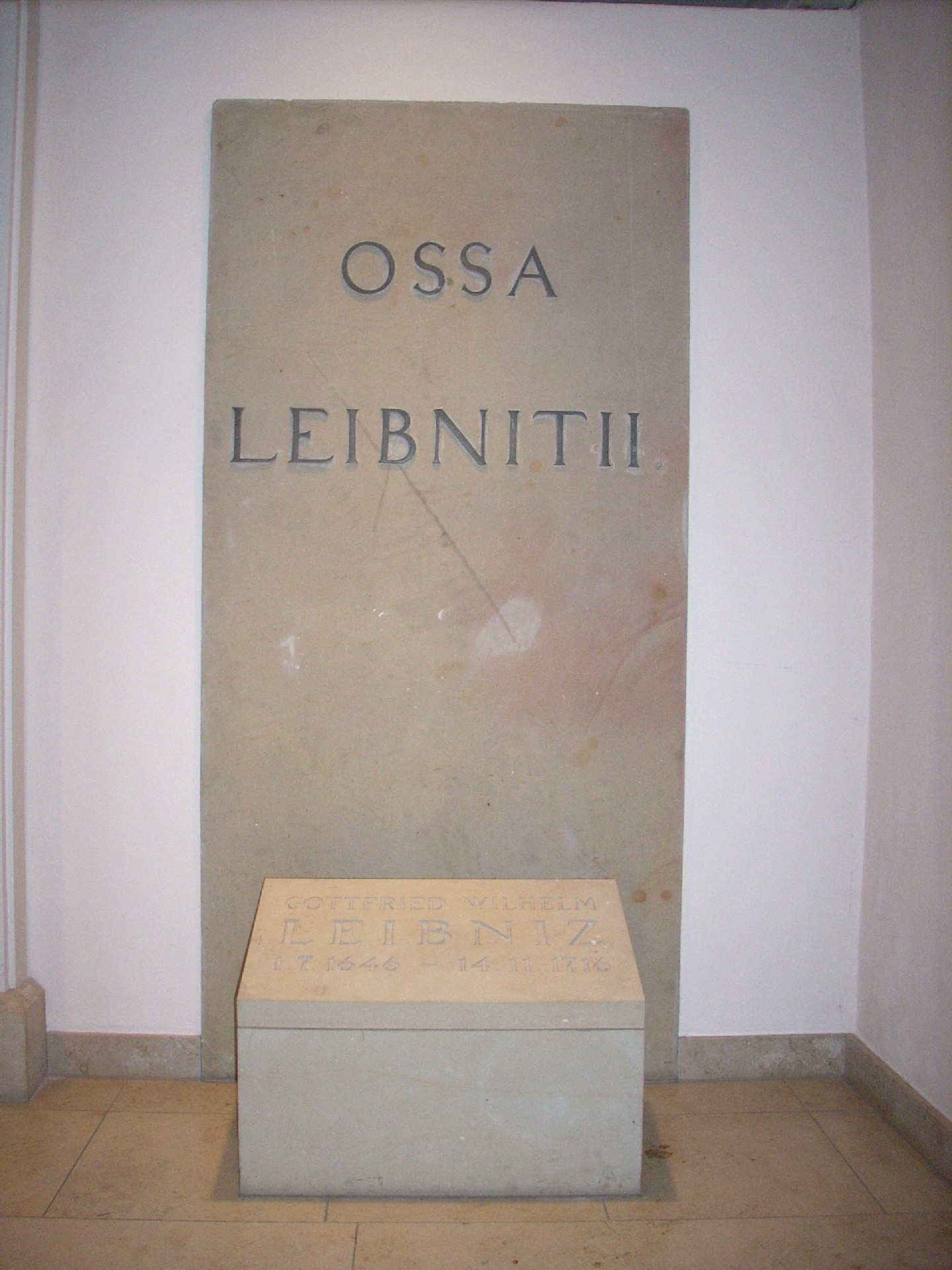
Gedenkstein in der Neustädter Kirche in Hannover

Kurz vor seinem Tod kühlten die Beziehungen zum Haus Hannover ab, das nun unter der Leitung von Georg I. Ludwig stand. Leibniz starb vereinsamt am 14. November 1716 im Alter von 70 Jahren in Hannover und wurde dort in der Neustädter Hof- und Stadtkirche St. Johannis beigesetzt. Umstritten ist der Rahmen der Begräbnisfeier. Vielfach wird behauptet, nur sein Sekretär sei beim Begräbnis anwesend gewesen und kein Geistlicher habe die Beisetzung begleitet. Dagegen berichten Johann Georg von Eckhart (sein langjähriger Sekretär und Mitarbeiter) und Johann Hermann Vogler (sein letzter Assistent und Amanuensis), die Beisetzung habe am 14. Dezember 1716 durch Oberhofprediger David Rupert Erythropel stattgefunden. Eckhart, der wenige Tage, nachdem Leibniz verstorben war, zum Hofrat und zu seinem Nachfolger als Bibliothekar und Historiograph des Hauses Hannover ernannt worden war, berichtet aber auch, dass alle Kollegen, die Beamten des Hofes, zum Begräbnis eingeladen worden seien, aber nur Hofrat von Eckhart selbst als einziger „von Stand“ erschienen sei.
Auf dem Sarg ließ Hofrat von Eckhart ein Ornament anbringen, das eine Eins innerhalb einer Null zeigte, mit der Inschrift OMNIA AD UNUM (deutsch: ‚Alles [bezieht sich] auf das Eine‘), als Hinweis auf das von Leibniz entwickelte binäre Zahlensystem und dessen theologische Deutung: Für Leibniz stand die 1 für Gott und die 0 für das Nichts.
Im Auftrag von Friedrich Simon Loeffler, dem Neffen und Erben von Gottfried Wilhelm Leibniz, erstellte der Bibliothekar Daniel Eberhard Baring ein Verzeichnis der von dem Universalgelehrten privat aufgebauten „Leibniz-Bibliothek“.

## Letzter Universalgelehrter
Leibniz notierte über sich auf Französisch: „Mir kommen morgens manchmal so viele Gedanken während einer Stunde, die ich noch im Bett liege, dass ich den ganzen Vormittag und bisweilen den ganzen Tag und länger brauche, um sie klar zu Papier zu bringen.“ Sein handschriftlicher Nachlass, der im Arbeitskatalog der Leibniz-Edition verzeichnet wird, ist dementsprechend umfangreich und umfasst mehr als 40.000 Schriften und Briefe. Leibniz zählt zur Frühaufklärung und wird oft als letzter Universalgelehrter bezeichnet. Er hatte einen starken Einfluss auf die nachfolgenden Aufklärer, die klassische deutsche Philosophie, den deutschen Idealismus und die Literatur der Weimarer Klassik. Seine Entdeckungen in den Naturwissenschaften und seine philosophischen und historischen Schriften werden bis heute von Gelehrten beachtet. Er repräsentierte als letzter großer Denker den vor dem 18. Jahrhundert praktizierten Wissenschaftsstil der vielfältigen Verknüpfung von Zusammenhängen.
Einige seiner Forschungsergebnisse und Initiativen waren:
- Beschreibung des Dualsystems
- Entwicklung der Dezimalklassifikation
- Pläne für ein Unterseeboot
- Verbesserung der Technik von Türschlössern
- Gerät zur Bestimmung der Windgeschwindigkeit
- Rat an Ärzte zur regelmäßigen Fiebermessung
- Gründung einer Witwen- und Waisenkasse
- neue erkenntnistheoretische Begründungen für das Unbewusste des Menschen
- Neue Ansätze in der theoretischen Physik (in der zeitgenössischen Terminologie: „Naturphilosophie“) auf der Grundlage von Energieformen (von Leibniz „aktive“ und „passive Kräfte“ genannt)
- Entwurf einer logischen Zeichensprache auf der Grundlage von Syllogismen (von Leibniz „Ars Combinatoria“ genannt)
- die analytische Behandlung der Infinitesimalrechnung (Integralrechnung und Differentialrechnung)
- Einführung von Matrizen und Determinanten
- neue Gesetzmäßigkeiten zur Elastostatik und Balkenbiegung
- Erfindung der Staffelwalze für eine mechanische Rechenmaschine
- Entwicklung der Endloskette zur Erzförderung im Bergbau
- Als Freund, Fachkollege und Ermunterer der damaligen europäischen Schriftgelehrten und Verfasser sprachkundlich einflussreicher Schriften war er einer der wesentlichen Initiatoren zur Begründung der modernen Sprachwissenschaft, insbesondere der Indogermanistik.
- Förderer des kulturellen Austauschs und der Korrespondenz mit China im Rahmen der damaligen jesuitischen Chinamission.

Leibniz betrachtete die Wissenschaft als eine Einheit. Seine Erkenntnisse in der Integralrechnung, die Theorie der unendlichen Reihen, seine neuartige Geometrie, die Theorien der Kombinatorik, die Vorstellung über die Grundlagen der Mathematik und die Wahrscheinlichkeitsrechnung entwickelten sich in enger Verbindung mit seinen philosophischen Ansichten. Das Gleiche trifft auf seine Erkenntnisse der Dynamik, auf die biologischen und geologischen Konzeptionen sowie auf die Forschungen im Bereich der praktischen Politik und der theoretischen Geschichtswissenschaft zu.
Das philosophische Schaffen von Leibniz gruppiert sich um drei große Problemkreise: die Monadologie, die Determinationskonzeption und die erkenntnistheoretisch-logischen Ansichten.

## Philosophie
Eine komprimierte Darstellung wichtiger Ideen zur Metaphysik findet sich in seiner Monadologie (verfasst 1714), der zufolge die Welt aus Monaden konstituiert ist, sowie in seinen umfangreichen philosophischen Hauptwerken, den Nouveaux Essays sur l'entendement humain (verfasst 1703–05) und der Theodizee (1710). Mit Ausnahme des letztgenannten wurden diese Werke, ebenso wie zahllose kleinere Schriften, erst posthum veröffentlicht.
In seiner Begriffslehre geht Leibniz davon aus, dass sich alle Begriffe auf einfache, atomare Konzepte zurückführen lassen. Er beschäftigte sich damit, wie man diesen Konzepten Zeichen zuordnen könnte und so wiederum daraus alle Begriffe ableiten könnte – die „characteristischen Zahlen“ als eine Art Idealsprache. Neben anderen haben die Philosophen Russell und Wittgenstein diese Idee aufgegriffen und weitergeführt. Mit der Ars combinatoria (1666) versuchte Leibniz eine Wiederaufnahme des Projektes der Heuristik.

### Metaphysik

#### Theodizee
Der berühmte Satz, die gegebene Welt sei „die beste aller möglichen Welten“ ist oft missverstanden worden, unter anderem hat ihn Voltaire in seiner satirischen Novelle Candide parodiert. Die Vorstellung der „besten aller möglichen Welten“ soll nicht in naiver Weise tatsächliches und großes Übel in der Welt leugnen oder schönreden. Vielmehr weist Leibniz auf einen notwendigen Zusammenhang zwischen Gutem und Üblem hin: Es gebe nämlich Gutes, das nur zum Preis der Existenz von Übel zu haben ist. Die wirkliche Welt ist die beste u. a. in dem Sinne, dass das Gute in ihr auch von Gott nicht mit einem geringeren Maß an Übel verwirklicht werden kann. Außerdem ist die „beste aller möglichen Welten“ dynamisch gedacht: Nicht der derzeitige Zustand der Welt ist der bestmögliche, sondern die Welt mit ihrem Entwicklungspotential ist die beste aller möglichen Welten. Gerade dieses Entwicklungspotential ermöglicht es, den derzeitigen Zustand zu verbessern, nicht hin auf einen utopischen Endpunkt, sondern immer weiter, in einem nicht endenden Prozess der ständigen sich überbietenden Entwicklung.
Die in der Welt vorkommenden Übel unterscheidet Leibniz nach drei Typen:
1. Metaphysisches Übel
Das metaphysische Übel bzw. Elend besteht in der Endlichkeit der Welt. Dieses wäre wohl nicht zu vermeiden, wenn Gott eine perfekte Welt schaffen wollte.
2. Physisches Übel
Leiden und Schmerzen gehen mit einer gewissen Notwendigkeit aus dem metaphysischen Übel hervor, da geschaffene Wesen zwangsläufig unvollkommen sind.
3. Moralisches Übel
Ein geschaffenes Wesen hat die Möglichkeit zu fehlen bzw. theologisch formuliert zu sündigen, da Gott ihm die Gabe des freien Willens bzw. der Freiheit verliehen hat.
Leibniz argumentiert zur Verteidigung Gottes als Schöpfer der Welt (Theodizee), einerseits, dass einige der Übel nur scheinbar sind, bzw. dass weniger Übel an einer Stelle ein Mehr an anderer Stelle notwendig machen würde. Auch führt er zum Beispiel die Vielfalt an, die die Qualität der Welt ausmache. Es gibt aber auch einen logischen Grund, warum diese die beste aller möglichen Welten sein muss. Wenn nämlich Gott eine Welt aus dem Möglichen ins Wirkliche überführen möchte, so braucht er einen zureichenden Grund, da er nicht willkürlich wählen kann. Das einzige Kriterium, das eine Welt aber qualitativ von allen anderen unterscheidet, ist, die beste zu sein. Im Gegensatz etwa zu Descartes vertritt Leibniz die Ansicht, dass Gott logische Wahrheiten nicht schaffen oder ändern kann. Die Summe aller möglichen Welten findet Gott ebenso vor wie mathematische Sätze. Er hat darum auf den Zustand und die Geschehnisse innerhalb einer Welt keinen Einfluss. Selbst wenn er – Naturgesetze außer Kraft setzend – ein Wunder wirkt, so ist dieses Wunder mit der Auswahl der möglichen Welt schon ein für allemal festgelegt.
Gott hat also nach Leibniz unter allen möglichen Welten die beste geschaffen. Somit kann Gott in seiner Konzeption zugleich allmächtig, allwissend und allgütig sein (ein wichtiger Streitpunkt der Scholastik).
Nach Leibniz gibt es keinen Widerspruch zwischen Determinismus und Freiheit. Obwohl mit der Wahl der Welt jede Handlung eines Menschen zum Beispiel vollständig unverrückbar festliegt, so ist die Tatsache, dass sich ein Mensch in einer Situation so und nicht anders verhält, völlig frei (im Sinne von unvorhersehbar). Dass sich ein Mensch so verhält (so verhalten würde), ist gerade der Grund, warum die Welt gewählt wurde. Ein anderes Verhalten wäre entweder logisch nicht möglich (nicht kompossibel mit dem Rest der Welt) oder würde eine moralisch schlechtere Welt bedingen.
Die Ausführungen über die beste aller möglichen Welten können als Antizipation moderner Modallogiken (z. B. die von Saul Kripke oder David Kellogg Lewis) gesehen werden.

#### Monadologie

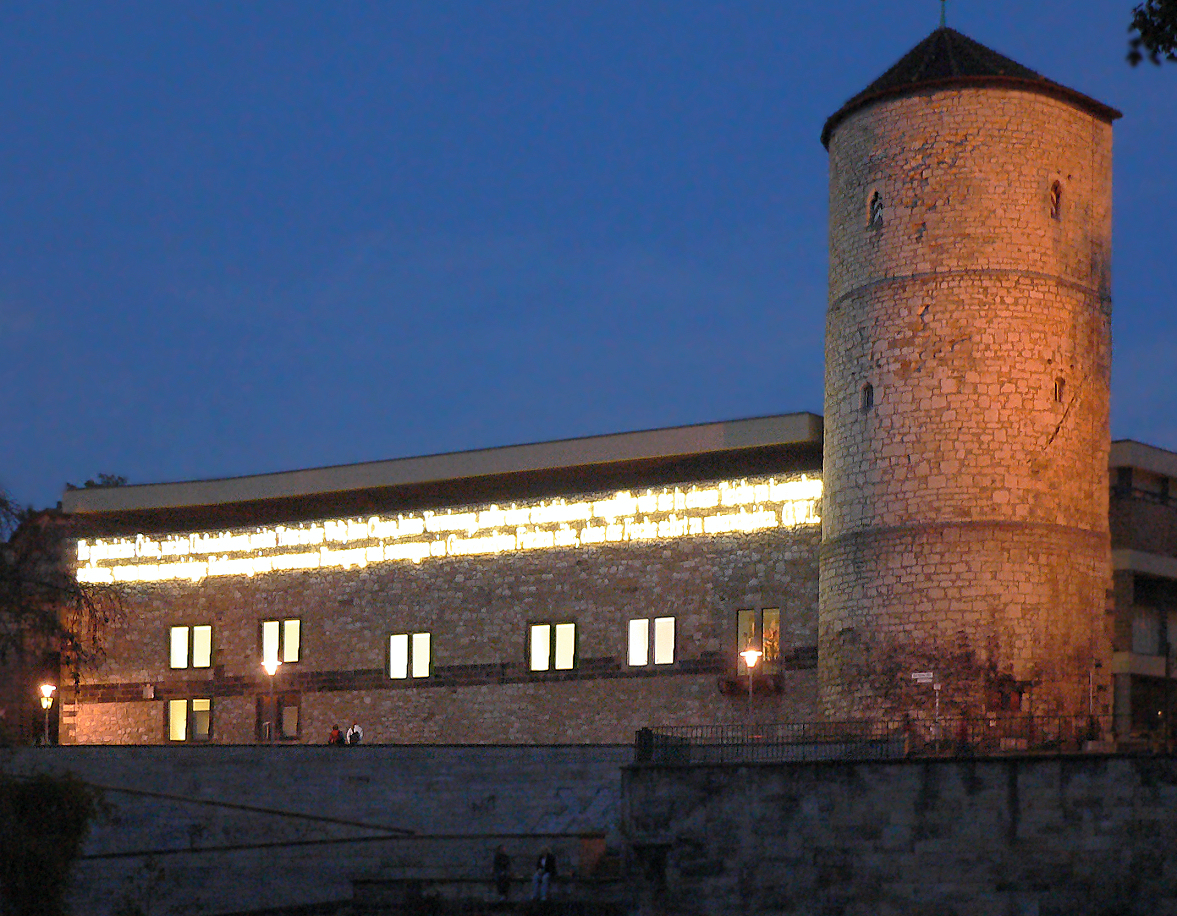
Beleuchtetes Leibniz-Zitat am Historischen Museum Hannover:
„Es gibt nicht Ödes, nichts Unfruchtbares, nichts Totes in der Welt; kein Chaos, keine Verwirrung, außer einer Scheinbaren; ungefähr wie sie in einem Teiche zu herrschen schiene wenn man aus einiger Entfernung eine verworrene Bewegung und sozusagen ein Gewimmel von Fischen sähe, ohne die Fische selbst zu unterscheiden“

Leibniz entwickelt seine Metaphysik in kritischer Auseinandersetzung mit sehr unterschiedlichen philosophischen Schulen seiner Zeit – etwa der platonischen und aristotelisch-scholastischen Tradition und der dualistischen Substanzmetaphysik Descartes’. Wichtig ist zudem das mechanistische Weltbild vieler Philosophen seiner Zeit: Diesem zufolge lassen sich alle sinnlichen Eigenschaften der Dinge (Farben, Töne etc.) und alle Naturerscheinungen auf geometrische Modifikationen (unterschiedliche Größe, Gestalt, Bewegung) einer in sich homogenen Materie zurückführen. Leibniz tritt zwar einerseits zeitlebens für eine mechanistische Erklärung der Naturerscheinungen ein. Andererseits macht er dem mechanistischen Standpunkt den Vorwurf, nicht die Bereitschaft aufzubringen, über die bloß mechanistische Erklärung bis zu den höchsten Gründen der Natur vorzudringen. Deswegen nennt er sie eine „faule“ und „oberflächliche Philosophie“. Eine Letztbegründung der mechanischen Körperwelt sei nur möglich, wenn man sie selbst auf ein noch grundlegenderes metaphysisches Prinzip zurückführe, das geistiger Natur sein müsse. In immer wieder neuen Anläufen versucht er, eine Metaphysik zu entwickeln, die diesen Ansprüchen genügt.
Den bekanntesten Ansatz dazu stellt der zentrale Begriff der Monade dar, den Leibniz ab Mitte der 1690er Jahre verwendet. Er übernimmt diesen Begriff – der wörtlich „Einheit“ bedeutet – aus der neuplatonischen Tradition. Bei Leibniz sind Monaden einfache, nicht ausgedehnte und daher unteilbare und ewige Substanzen, die äußeren mechanischen Einwirkungen unzugänglich sind. Er bezeichnet sie als „die eigentlichen Atome der Natur“, die jede für sich einen „lebendigen Spiegel“ des gesamten Universums darstellten. Als solche vereinen sie die Vielheit aller möglichen „Wahrnehmungen“ (frz. perceptions) der Welt in einer Einheit. Da nun aber nichts auf die Monaden einwirken kann, bringen sie diese Perzeptionen, einem inneren Ordnungsgesetz folgend, durch eine ihnen inhärente, metaphysische Kraft aus sich selbst hervor. Leibniz nennt diese Kraft wörtlich das „Begehren“ (frz. appetition) der Monaden. Da sich in jedem Stück Materie solche Monaden fänden, die „etwas der [menschlichen] Seele Analoges an sich“ hätten, gebe es demnach nichts im eigentlichen Sinne Unbelebtes im Universum. Leibniz vertritt damit eine panpsychistische Weltanschauung.
Eine jede Monade bildet stets das gesamte Universum ab – allerdings in unterschiedlichen Deutlichkeitsgraden, die ihre individuelle Perspektive ausmachen. Insofern sie alle dasselbe Universum wahrnehmen, sind ihre inneren Aktivitäten vollkommen miteinander koordiniert, obwohl die Monaden ja in sich abgeschlossen sind und keinerlei direkten Kontakt zur Außenwelt haben. Diese Koordination ist nach Leibniz möglich, weil Gott mit der Schöpfung eine jede Monade so gestaltet habe, dass die Wahrnehmungen des Universums, die sie aus sich selbst hervorbringe, denen der anderen Monaden stets entsprechen. Leibniz nennt dieses System eine „prästabilierte Harmonie“. Sie ist zugleich sein Lösungsvorschlag für das Problem der Wechselwirkung von Seele und Materie, wie es sich aus dem System René Descartes’ ergibt.
Die Monaden sind bei Leibniz das ontologische Fundament der Körperwelt und insofern – nach Gott – das zentrale metaphysische Prinzip. Ob und in welchem Sinne Leibniz auch der Körperwelt Realität zugesteht und wie genau ihr Verhältnis zu den Monaden aussieht, konnte in der Leibniz-Forschung nicht abschließend geklärt werden.

#### Zeit und Raum
Entgegen Newtons absoluter Zeit- und Raumauffassung, die diese Existenzformen der Materie mit einem leeren Gefäß vergleichen, vertritt Leibniz eine Konzeption, in der Raum und Zeit Ordnungsbeziehungen in der materiellen Welt sind. Der Raum ist die Ordnung der zur gleichen Zeit existierenden Dinge, die Zeit die Ordnung ihrer kontinuierlichen Veränderungen.

### Psychologie
Leibniz verwendet den von Johann Thomas Freigius eingeführten Begriff psychologia noch relativ selten. In seiner Monadologie und in seinen Neuen Essays behandelt er jedoch dezidiert viele psychologische Themen. Innerhalb der philosophischen Fachliteratur gibt es jedoch kaum Bezüge zu diesem Interessengebiet von Leibniz.
Mit den Begriffen Perzeption und Apperzeption bezeichnete Leibniz den Übergang von einer unbemerkten Sinnesempfindung zur bewussten Wahrnehmung und deren Aufnahme in das individuelle (Selbst-)Bewusstsein. Dies entspricht seiner Lehre vom Kontinuitätsgesetz der minimalen Veränderungen in der Physik. Die Annahme eines Kontinuums mit bestimmten Sinnesschwellen wurde ein Leitgedanke der experimentellen Psychologie und Psychophysik von Gustav Theodor Fechner und Wilhelm Wundt. Zum Verhältnis von Seelischem und Körperlichem in ihrem parallelen Ablauf (Psychophysischer Parallelismus) postulierte Leibniz, dass seelische Vorgänge dem Zweckprinzip (Teleologie), körperliche Vorgänge dem Kausalprinzip folgen. Er schrieb: „Die Seelen handeln gemäß den Gesetzen der Zweckursachen durch Strebungen, Ziele und Mittel. Die Körper handeln gemäß den Gesetzen der Wirkursachen oder der Bewegungen. Und die zwei Reiche, das der Wirkursachen und das der Zweckursachen, stehen miteinander in Harmonie.“
Seine Prinzipienlehre und seine Lehre von der Willenstätigkeit (Streben, Verlangen) hatten, abgelöst von den theologischen Letztbegründungen, einen grundlegenden Einfluss auf das Denken und auf die Forschung Wilhelm Wundts, der international als der wichtigste Begründer der modernen Psychologie gilt. Leibniz prägte den Begriff der Perspektive (Perspektivismus) am Beispiel verschiedener Ansichten derselben Stadt. Die Bereitschaft und Fähigkeit zum Perspektivenwechsel, d. h. einander wechselseitig ergänzender Betrachtung, bilden einen Grundgedanken von Wundts Wissenschaftstheorie der Psychologie.

### Praktische Philosophie

#### Rechtsphilosophie
Gottfried Wilhelm Leibniz gehört zu jenen Denkern, die heute wieder zunehmend in den Fokus der Rechtswissenschaften (Jurisprudenz) treten. Seine Schriften des juristischen und rechtsphilosophischen Genres werden häufig ergänzend zu modernen Werken herangezogen. Leibniz gilt als Vordenker der modernen Kodifikationsidee und auch die von Leibniz entwickelte Methodologie des Rechts entfaltete große Wirkungsmacht.
Leibniz selbst studierte Rechtswissenschaften und wurde mit der Arbeit De casibus perplexis zum Doctor juris promoviert. Der Titel seiner Doktorarbeit war dabei überaus aussagekräftig: Sie handelt von den verwickelten, dunklen, unklaren Fällen, deren Lösung nicht einfach aus den Gesetzen abgeleitet werden kann. Der junge Leibniz befasste sich aber nicht nur mit Methodologie oder Rechtsphilosophie, sondern auch mit juristischer Dogmatik. Bereits vor seiner Promotion hatte er ein zivilrechtliches Werk über die Lehre von den Bedingungen (doctrina conditionum) zum Abschluss gebracht. Angesichts dieser Arbeit erhielt er 1667 den Ruf auf eine Professur für Rechtswissenschaften. Gleichwohl lehnte Leibniz den Ruf ab und fand 1668 eine erste Anstellung am Hof des Kurfürsten von Mainz, wo er seine Tätigkeit als Jurist verfeinerte. Insbesondere die Arbeit Nova methodus discendes docendaeque Jurispruedentia (‚Neue Methode, Jurisprudenz zu lernen und zu lehren‘) empfahl Leibniz für den Hof des Kurfürsten. In Mainz ging er vornehmlich zwei juristischen Tätigkeiten nach: Zum einen war er Revisionsrat am Oberappellationsgericht. Zum anderen war er Mitverfasser der ersten modernen Kodifikation, des sogenannten Corpus Iuris Reconcinnatum. In Hannover war Leibniz Hofrat in der Justizkanzlei. Dabei entstanden Schriften, die, wie Relationen oder Urteile, unmittelbar seiner Tätigkeit als Richter entsprungen sind, aber auch wichtige rechtshistorische, rechtsdogmatische und rechtsphilosophische Arbeiten.

#### Reform der Jurisprudenz
Sein eigentliches Anliegen war eine Reform der traditionellen Jurisprudenz. Wiederholt klagt er über die unübersichtliche Stoffanordnung des corpus iuris, veraltete Vorschriften und kaum noch überschaubare Interpretationen, die den geltenden Normenbestand zu einer Quelle von Ungerechtigkeit machen würden. Ihm fehle, was von jeder Gesetzgebung zu erwarten sei: Klarheit und Kürze. Leibniz wollte eine Vereinfachung des geltenden Rechts dadurch erreichen, dass das Recht auf seine Prinzipien reduziert werde. In Anlehnung an den berühmten Mathematiker Euklid nennt er diese Prinzipien „Elemente“, die kombiniert werden können und deren Summe dem Gesetzgeber alle regelungsbedürftigen Fälle vor Augen führt. Leibniz trifft eine strenge Unterscheidung zwischen Gesetz und Recht, zumal in der Praxis stets neue Fälle auftauchen, die der Gesetzgeber so nicht hat vorhersehen können. Leibniz will einen „Leitfaden“ (compendium discendorum) verfassen, der knapp und klar formuliert sein muss, damit „man die unendlichen Sonderfälle auf einen Schlag“ lernen kann. Insofern nahm Leibniz die Idee eines „Allgemeinen Teils“ mit elementaren Regelungen für alle Rechtsmaterien schon vorweg.

#### Politische Philosophie
Die von Leibniz angestrengten Reformbestrebungen beschränkten sich nicht auf das Privatrecht, sondern erfassen auch das Öffentliche Recht. Insbesondere mit den folgenden Problemfeldern befasste sich Leibniz: Da ist einmal das Deutsche Reich mit seinen Spannungen zwischen den Souveränitätsansprüchen der Territorialfürsten und dem Majestätsrecht des Kaisers. Hinzu kommen die machtpolitischen Kämpfe in Europa, die das Verhältnis der Nationen aus dem Gleichgewicht gebracht haben. Ferner untersucht Leibniz die Bedrängnis, in der die Kirche in Bezug auf den Streit der Konfessionen leidet in rechtlicher Hinsicht.
Die von Leibniz vorgebrachten Vorschläge zur Lösung des Souveränitätsproblems sind auch aus heutiger sich noch interessant. Während die Begründer der modernen Staatsrechtslehre, Jean Bodin, Thomas Hobbes oder Samuel von Pufendorf, unter Souveränität die Fähigkeit zu ausschließlicher und völliger rechtlicher Selbstbestimmung verstehen, gliedert Leibniz das deutsche Reich in eine Vielzahl souveräner Einzelstaaten. Obwohl alle Fürsten dem Majestätsrecht des Kaisers höchste Ehrerbietung schulden, bleibe ihr Souveränitätsrecht dadurch unberührt. Es ist also die Idee einer geteilten Souveränität, die diese Staatsrechtslehre von den zentralistischen Vorstellungen des aufgeklärten Absolutismus unterscheidet und ihn zu einem Vordenker des modernen Rechtspluralismus macht.
Leibniz hätte für seine Ideen über den Staat, Europa und die Welt hätten einen Platz im Klassikerkanon des politischen Denkens erhalten können. Doch es kam anders, der Rechtsgelehrte Leibniz ist rasch in Vergessenheit geraten. Noch im 20. Jahrhundert herrschte die Auffassung, Leibniz sei ein genialer Wissenschaftler gewesen, der aus Mangel an politischem Urteilsvermögen die Zeichen der Zeit verkannt habe. Nicht nur im anbrechenden Zeitalter des Absolutismus war also kein Platz für ein juristisches Werk, das im Widerspruch zur Lehre vom zentralisierten Flächenstaat steht.

## Mathematik

### Analysis situs
Leibniz begründete eine Mathematik räumlicher Lage- und Ortsbeziehungen, die nicht wie die Algebra auf Zahlen und Größen basieren sollte, sondern auf rein qualitativen Eigenschaften. Er nannte seine neue Wissenschaft Analysis situs, verwendete aber auch andere Bezeichnungen wie Geometria situs, Calculus situs, Nouvelle characteristique oder Analyse géometrique. Daraus entstand später die Topologie, die von Johann Benedict Listing in Auseinandersetzung mit der Leibnizschen Analysis Situs entwickelt wurde.

### Logik
Leibniz befasste sich intensiv mit Logik und propagierte erstmals eine symbolische Logik in Kalkülform. Seine Logikkalkül-Skizzen veröffentlichte er allerdings nicht; erst sehr verspätet (1840, 1890, 1903) wurden sie publiziert. Seine charakteristischen Zahlen aus dem Jahr 1679 sind ein arithmetisches Modell der Logik des Aristoteles. Seinen Hauptkalkül entwickelte er in den Generales Inquisitiones von 1686. Er entwarf dort die erste Gleichungslogik und leitete in ihr fast zwei Jahrhunderte vor der Boole-Schule die Gesetze der booleschen Verbandsordnung ab. Innerhalb dieses Kalküls formulierte er die traditionelle Begriffslogik bzw. Syllogistik auf gleichungslogischer Grundlage. Er erfand die Mengendiagramme lange vor Leonhard Euler und John Venn und stellte mit ihnen die Syllogistik dar. Das Leibniz-Gesetz (auch principium identitatis indiscernibilium) wird auf ihn zurückgeführt.
Leibniz versuchte zeitlebens, die Idee einer Universalsprache (characteristica universalis) umzusetzen: Die „[…] Idee eines ‚Alphabets des menschlichen Denkens‘, dessen ‚Buchstabenkombinationen‘ alle menschlichen Begriffe mechanisch auf Grundbegriffe zurückführt, mit denen man alle wahren Sätze mechanisch erhält.“ Dieses universelle Logikkalkül soll dabei nicht nur über alle Begriffe in der Wissenschaft verfügen, sondern überdies zur Verständigung aller Menschen dienen. Leibniz verknüpfte mit der Konzeption einer solchen Sprache die Hoffnung, man könne die Philosophie auf ein festeres rationalistisches Fundament (im Sinne einer Mathesis universalis) stellen und Übereinkunft über die Wahrheit von Aussagen erlangen:

„Und wenn dies geschieht [die Realisierung einer solchen Sprache], werden zwei Philosophen, die in einen Streit geraten, nicht anders argumentieren als zwei Rechenmeister. Es genügt, dass sie eine Feder in die Hand nehmen, sich vor ein Täfelchen setzen und zueinander sagen: ‚Calculemus!‘ (Rechnen wir!)“

### Infinitesimalrechnung
Während eines Parisaufenthalts in den Jahren 1672–1676 trat Leibniz in Kontakt zu führenden Mathematikern seiner Zeit. Ohne sichere theoretische Grundlage lernte man damals, unendliche Folgen und Reihen aufzusummieren. Leibniz fand ein Kriterium zur Konvergenz alternierender Reihen (Leibniz-Kriterium), aus dem insbesondere die Konvergenz der sogenannten Leibniz-Reihe
{\displaystyle \sum _{n=0}^{\infty }{\frac {(-1)^{n}}{2n+1}}=1-{\frac {1}{3}}+{\frac {1}{5}}-\cdots }
folgt. Mittels geometrischer Überlegungen fand er auch deren Grenzwert {\displaystyle \textstyle {\frac {\pi }{4}}}. Durch Summation von Reihen gelangte Leibniz 1675 zur Integral- und von dort zur Differentialrechnung; er dokumentierte seine Betrachtungen 1684 mit einer Publikation in den acta eruditorum. Nach heutigen Maßstäben (Priorität der Erstveröffentlichung) würde er als alleiniger Urheber der Infinitesimalrechnung gelten; diese Interpretation ist jedoch anachronistisch, da wissenschaftliche Kommunikation im 17. Jahrhundert primär mündlich, über den Zugang zu Manuskripten und per Briefwechsel erfolgte. Bleibendes Verdienst von Leibniz ist insbesondere die heute noch übliche Notation von Differentialen (mit einem Buchstaben „d“ von lateinisch differentia), Differentialquotienten {\displaystyle ({\tfrac {{\text{d}}y}{{\text{d}}x}})} und Integralen ({\displaystyle \textstyle \int {\text{d}}x}; das Integralzeichen ist abgeleitet aus dem Buchstaben S von lateinisch summa).

#### Prioritätsstreit
Der englische Naturwissenschaftler Isaac Newton hatte die Grundzüge der Infinitesimalrechnung bereits 1666 entwickelt. Jedoch veröffentlichte er seine Ergebnisse erst 1687. Daraus entstand Jahrzehnte später der vielleicht berühmteste Prioritätsstreit der Wissenschaftsgeschichte. Die ersten Pamphlete, in denen Leibniz beziehungsweise Newton beschuldigt wurden, den jeweils anderen plagiiert zu haben, erschienen 1699 und 1704. Im Jahr 1711 brach der Streit in voller Schärfe aus. Die Royal Society verabschiedete 1712 einen Untersuchungsbericht, der von Newton selbst fabriziert worden war; Johann I Bernoulli antwortete 1713 mit einem persönlichen Angriff auf Newton. Der Streit wurde fortgeführt, als Leibniz längst verstorben war und vergiftete die Beziehungen zwischen englischen und kontinentalen Mathematikern über mehrere Generationen.

### Matrix und Dyadik
Bei der Beschäftigung mit der Matrizen-Rechnung fand der Mathematiker die sogenannte Leibniz-Formel zur Berechnung der Determinante für eine allgemeine {\displaystyle n\times n}-Matrix:
{\displaystyle \det A=\sum _{\sigma \in S_{n}}\left(\operatorname {sgn} (\sigma )\prod _{i=1}^{n}a_{i,\sigma (i)}\right)}
Er entwickelte auch die Dyadik (Dualsystem) mit den Ziffern 0 und 1 (Dualzahlen), die für die moderne Computertechnik von grundlegender Bedeutung ist. Dieses ist für ihn auch ein Gleichnis für das Verhältnis Gottes zu seiner Schöpfung: So wie eine einzige positive Ziffer (1) ausreicht, um in Kombination mit Leerstellen (0) jede Zahl darstellen zu können, so lassen sich auch alle Dinge auf Gott als einzigen Ursprung zurückführen. Dieses Sinnbild des christlichen Glaubens wollte Leibniz sogar in der Chinamission als Argument für den Monotheismus einsetzen.

### Die Leibniz-Rechenmaschine

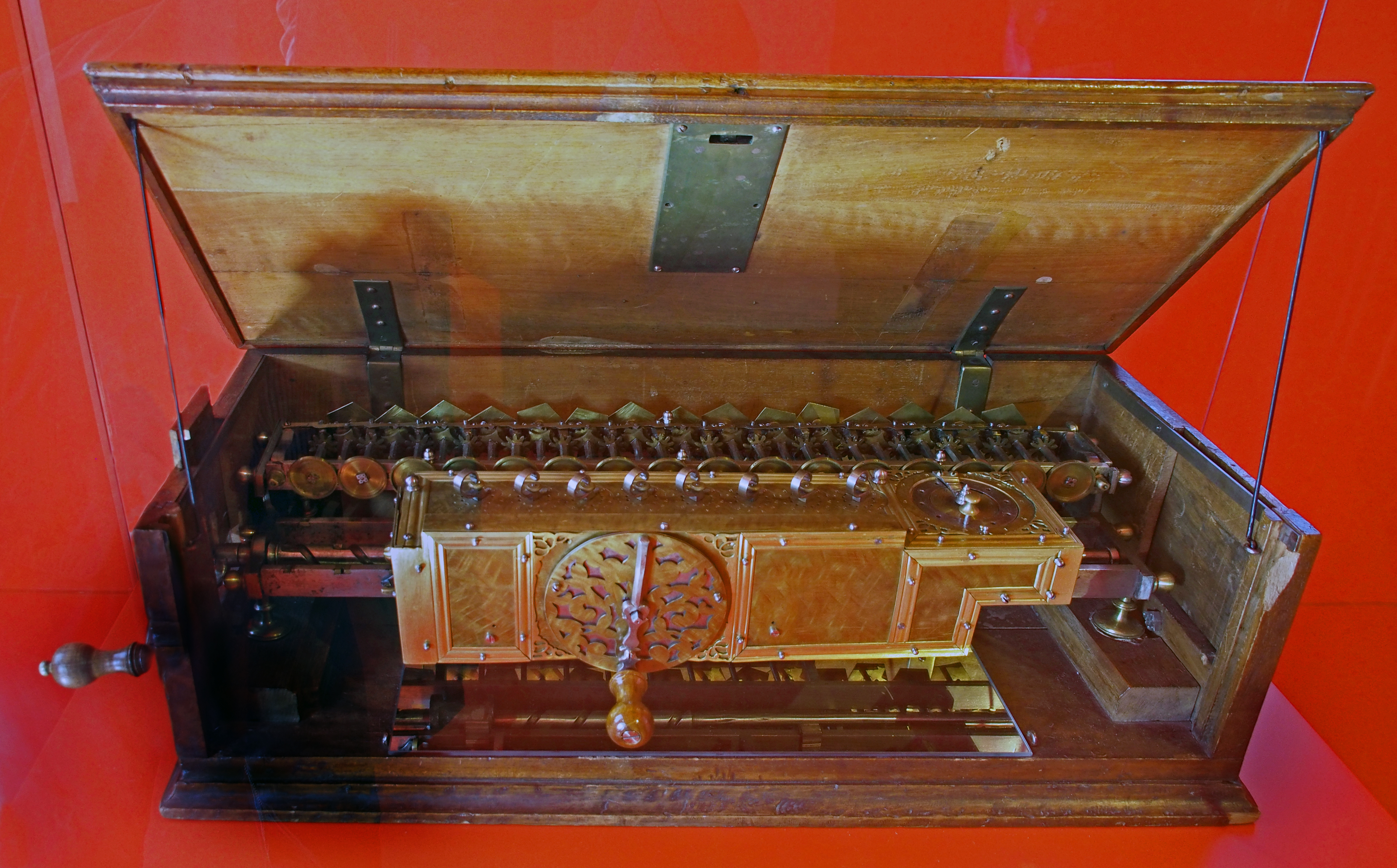
Vier-Spezies-Rechenmaschine nach Leibniz – Original, um 1690

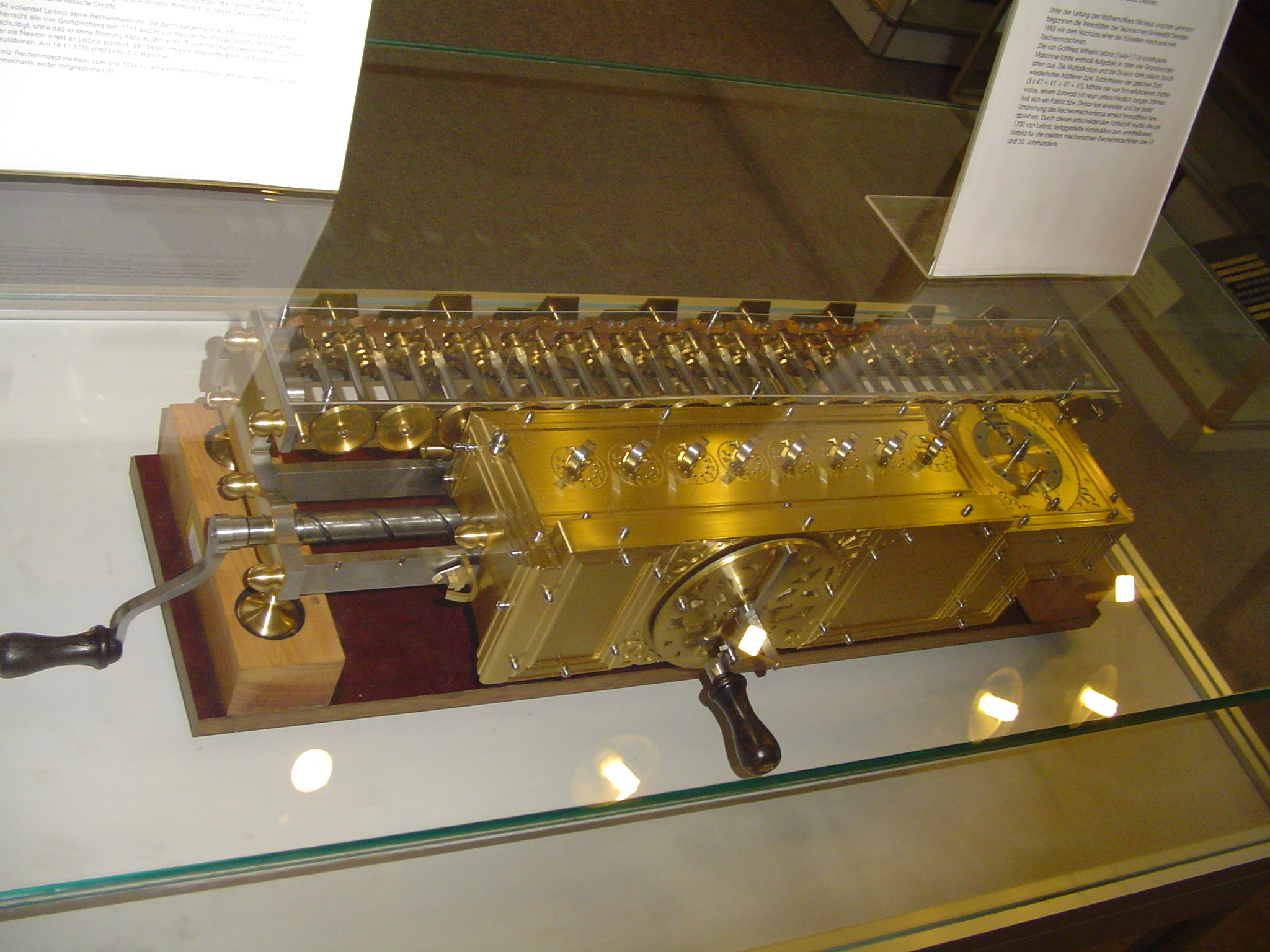
Dresdner Nachbau der Leibniz-Rechenmaschine

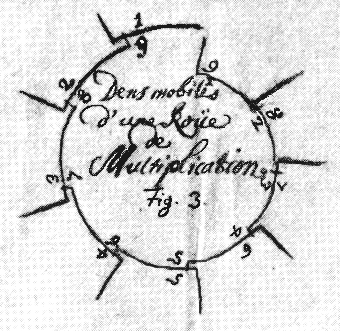
Der Ursprung der Rechenmaschine, das Sprossenrad, Handskizze von Leibniz

Viele bedeutende Erfindungen stammen von Leibniz, zum Beispiel eine Rechenmaschine sowie Erfindungen zur Nutzung des Windes bei der Grubenentwässerung im Oberharzer Bergbau.
Die Rechenmaschine (von der es fünf aufeinanderfolgende Versionen gibt) war ein historischer Meilenstein im Bau von mechanischen Rechenmaschinen. Das von ihm erfundene Staffelwalzenprinzip, mit dem Multiplikationen auf mechanische Weise realisiert werden konnten, hielt sich über 200 Jahre als unentbehrliche Basistechnik. Die feinmechanischen Probleme, die es beim Bau einer solchen Maschine zu überwinden galt, waren jedoch so immens, dass berechtigte Zweifel daran bestehen, ob zu seinen Lebzeiten jemals eine fehlerfrei arbeitende Maschine realisiert werden konnte. Eine fehlerfrei arbeitende Replik nach Konstruktionsplänen von Leibniz konnte erst 1990 durch Nikolaus Joachim Lehmann realisiert werden.
Zitat von Leibniz:

„Es ist unwürdig, die Zeit von hervorragenden Leuten mit knechtischen Rechenarbeiten zu verschwenden, weil bei Einsatz einer Maschine auch der Einfältigste die Ergebnisse sicher hinschreiben kann.“

Im weiteren Sinne war Leibniz wegbereitend für die Rechenmaschine im heutigen Sinne, den Computer. Er entdeckte, dass sich Rechenprozesse viel einfacher mit einer binären Zahlencodierung durchführen lassen, und ferner, dass sich mittels des binären Zahlencodes die Prinzipien der Arithmetik mit den Prinzipien der Logik verknüpfen lassen (siehe De progressione Dyadica, 1679; oder Explication de l’Arithmetique Binaire, 1703). Die hier erforschten Prinzipien wurden erst 230 Jahre später in der Konstruktion von Rechenmaschinen eingesetzt (z. B. bei der Zuse Z1).
Leibniz hatte beim Bau einer Rechenmaschine, anders als frühere Erfinder, eher philosophische Motive. Mit dem viel bemühten Zitat, es sei „ausgezeichneter Menschen unwürdig, gleich Sklaven Stunden zu verlieren mit Berechnungen“, wird eine Grenze zwischen Mensch und Maschine gezogen. Dem Erfindergeist (Freiheit, Spontaneität und Vernunft) als dem spezifisch Menschlichen wird das Mechanische der technisch-natürlichen Kausalität gegenübergestellt. Leibniz Erfindung sollte daher eng im Zusammenhang mit den etwa zeitgleich erschienenen Arbeiten zur Monadologie gesehen werden, statt in Verbindung mit praktischen, d. h. kaufmännischen, technischen und mathematischen Interessen.

#### DieMachina deciphratoria
Eine weitere „Rechenmaschine“ von Leibniz blieb Konzept: die Machina deciphratoria, ein kryptologisches Gerät. Bereits in den späten 1670er Jahren hat er die Chiffriermaschine erfunden, allerdings erst 1688 in einem Schriftsatz für eine Audienz bei Kaiser Leopold I. in Wien beschrieben. „Damit nahm er um reichlich 200 Jahre das Prinzip der Rotor-Schlüsselmaschine von Arvid Damm (1869–1927) vorweg, nach dem die erste Generation der mechanischen Chiffriermaschinen (ab 1918) funktionierte.“
In den Jahren 2010–2011 hat Nicholas Rescher das Prinzip aus Aufzeichnungen von Leibniz rekonstruiert und Klaus Badur den Entwurf in Detailkonstruktionen umgesetzt, aufgrund der das funktionierende Gerät 2014 von der Firma G. Rottstedt in Garbsen gebaut wurde. Kaiser Leopold hat das Angebot nicht weiter erwogen, da seine Berater ihre damaligen Verfahren (fälschlich) für sicher hielten.
Zur Funktionsweise:

„Für die leibnizsche Maschine besteht der Schlüssel aus a) einem Sortiment von sechs Chiffrieralphabeten, die mitsamt den zugehörigen Dechiffrieralphabeten auf die Trommel aufzubringen sind; b) der Angabe, welches von zwölf möglichen Lückenzahnrädern zum Einsatz kommt; c) der Anfangsposition dieses Lückenzahnrads. Für die sechs Chiffrieralphabete hat man im Prinzip die Auswahl aus 26! = 1 × 2 × … × 26 ≈ 4 × 1026 Möglichkeiten. Realistischerweise hätte man dem Diplomaten wohl kaum mehr als 50 Alphabetpaare in den Geheimkoffer gegeben. Aber solange der Spion nicht an den Koffer kommt, muss er das komplette Sortiment der Möglichkeiten in Betracht ziehen. Und selbst mit 50 Alphabetpaaren bleiben 50!/(50 – 6)! = 11.441.304.000 Möglichkeiten, sie auf der Trommel zu montieren – die Reihenfolge der Streifen mitgerechnet.“

## Physik
Leibniz hatte bei elastischen Stößen eine Erhaltungsgröße entdeckt, die er Vis viva (lebendige Kraft) nannte, und die das doppelte der kinetischen Energie der beteiligten Körper ist. Er veröffentlichte 1686 in der Zeitschrift Acta Eruditorum den Aufsatz Brevis demonstratio erroris memorabilis Cartesii lateinisch Kurzer Beweis eines denkwürdigen Irrtums von Descartes und entfachte damit für ein gutes halbes Jahrhundert den Streit um das wahre Kraftmaß. Er hielt – im Gegensatz zu René Descartes und Isaac Newton – Erhaltungsgrößen für fundamentaler zur Beschreibung von Bewegungen.

## Geschichtswissenschaft
Im Streit um das historische Ausgangsgebiet der germanischen Sprachen bzw. Völker vertraten schwedische Forscher wie Olof Rudbeck d. Ä. bereits im 17. Jahrhundert die Theorie, Skandinavien sei die „Urheimat“ der Germanen (Gothizismus). Leibniz widersprach dieser Theorie im Jahre 1696 in seiner Dissertatio de origine Germanorum, wobei er – seiner Zeit weit voraus – mit dem Befund der Gewässernamen (Hydronymie) argumentierte. In dem bis heute nicht abschließend entschiedenen Gelehrtenstreit neigt Anfang des 21. Jahrhunderts (wieder) eine wachsende Zahl von Prähistorikern (u. a. Rolf Hachmann) und Linguisten (u. a. Jürgen Udolph, Wolfram Euler) der von Leibniz vertretenen Position zu.

## Philologie
Im Zusammenhang mit der Auseinandersetzung über die Herkunft des Germanischen widersprach Leibniz zudem der von zeitgenössischen schwedischen Gelehrten vertretenen Ansicht, ein archaisches Schwedisch sei die Urform der germanischen Sprachen. Ebenso wies er die damals noch weit verbreitete Ansicht zurück, Hebräisch sei die erste Sprache der gesamten Menschheit. Im Zuge seiner intensiven philologischen Studien arbeitete er über die Frage der Ursprünge der slawischen Sprachen, erkannte die linguistische Bedeutung des Sanskrit und war vom klassischen Chinesisch fasziniert.
Ebenfalls als ein intensiver Teil seiner Studien im Bereich der Albanologie lieferte Leibniz als erster in der deutschsprachigen Literatur (1646–1716) die Erkenntnis und seine Rückschlüsse über die Identität der Albaner als direkte Nachfahren der Illyrer. Viele spätere Forscher schlossen sich seiner These vor allem nach dem zielstrebigen und erfolgreichen Zusammentragen der damals schwer zugänglichen und oft durch die Besatzungszustände der albanischsprachigen Gebiete unterdrückten, albanologischen Literatur an.

## Naturgeschichte
Als im Juni 1692 in einem Steinbruch bei Thiede, heute ein Stadtteil von Salzgitter, ein riesiges prähistorisches Skelett freigelegt wurde, wies Leibniz anhand eines Zahnes nach, dass man nicht die Überreste eines „Riesen“, sondern das Knochengerüst eines Mammuts oder See-Elefanten gefunden habe.
Johann Georg von Eckhart machte den Inhalt des erst 1749 posthum veröffentlichten Werkes Protogaeae durch eigene Nachforschungen zur Genese der Welt und Mitteilungen an die Französische Akademie dem Inhalt nach bekannt. Im Gegenzuge waren die Würzburger Lügensteine des Johann Beringer vermutlich eine Intrige der Jesuiten gegen das von Eckhart in Würzburg vertretene Geschichtsmodell.
Durch die „Protogaea“ gilt Leibniz als Pionier der Höhlenkunde und als Mitbegründer der Paläontologie, da er darin Fossilien nicht als Naturspiele betrachtete, sondern als Versteinerungen früherer Organismen, die durch große Umwälzungen in anderen Teilen der Erde verschwunden seien oder verändert wurden. Leibniz hatte auch erste Vorstellungen zu einem evolutiven Artenwandel und vermutete beispielsweise, dass die verschiedenen Raubkatzenarten von einer gemeinsamen ursprünglichen Katzenart abstammen könnten. Einige Stücke seiner Sammlungen haben sich bis heute an der Universität Göttingen im Geowissenschaftlichen Museum der Universität Göttingen erhalten.

## Briefwechsel
Leibniz war einer der wichtigsten interdisziplinären Gelehrten seiner Epoche. Ein großer Teil seines Wirkens ist in Briefen dokumentiert. Aus der Zeit zwischen 1663 und 1716 sind über 20.000 Briefe an Leibniz überliefert, die er von rund 1.100 Korrespondenten aus 16 Ländern erhalten hat. Im Leibniz-Archiv sind rund 15.000 Briefe dokumentiert. Zu seinen Korrespondenten zählen die Naturwissenschaftler Christiaan Huygens und Lambert van Velthuysen, Juristen und Staatsmänner wie Samuel von Pufendorf, Magnus von Wedderkop oder Veit Ludwig von Seckendorff, die Philosophen Thomas Hobbes, Baruch de Spinoza und Jakob Thomasius und der Theologe Antoine Arnauld. Er war ein „homo societatis“. Leibniz erhielt nach der Erfindung seiner Rechenmaschine eine Zeichnung von dem Jesuiten Joachim Bouvet, der sich damals in China unter anderem mit dem Studium des I Ging beschäftigte, und auf der die Anordnung der Hexagramme nach Fu Xi (dem Autor des I Ging) gezeigt ist. Auf dieser Zeichnung trug Leibniz handschriftlich die numerischen Zahlen korrespondierend zu dem abgebildeten Binärcode ein.

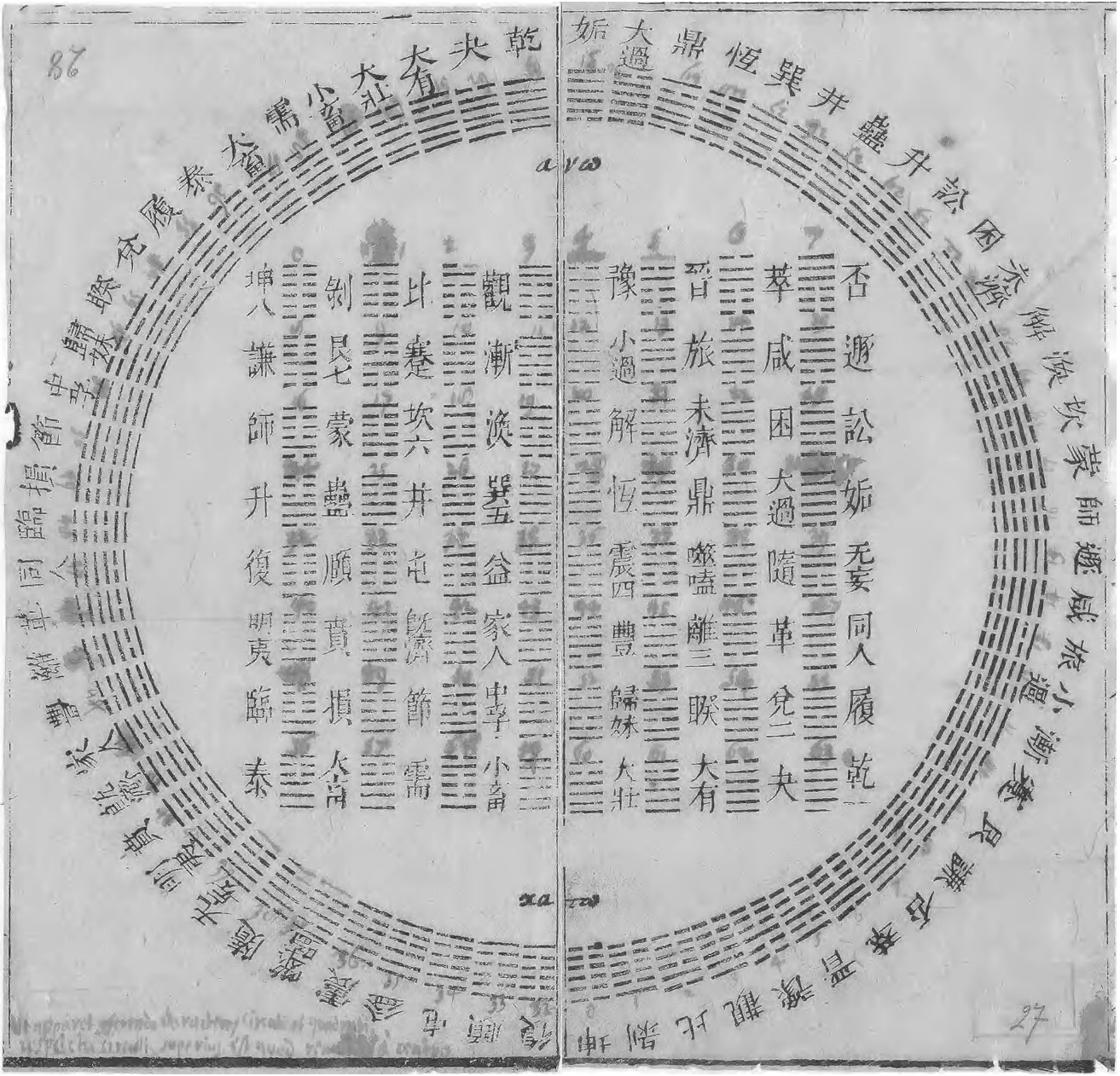
Diagramm der Hexagramme des I Ging aus dem Besitz von Gottfried Wilhelm Leibniz, 1701

Seine Korrespondenz ging in die 1697 veröffentlichten Novissima Sinica (Neueste Nachrichten aus China) ein, mit denen Leibniz dazu beitrug, den Blick seiner Zeitgenossen über Europa hinaus zu weiten. Er war einer der ersten, die von einer damals herrschenden „Gewissheit“ abrückten, nämlich von der Vorstellung, Europa sei die einzige bestehende Hochkultur. Im Vorwort der Novissima Sinica schrieb Leibniz: „Wer hätte einst geglaubt, dass es auf dem Erdkreis ein Volk gibt, das uns, die wir doch nach unserer Meinung so ganz und gar zu feinen Sitten erzogen sind, gleichwohl in den Regeln des kultivierten Lebens übertrifft?“
Zu den aufschlussreichsten Quellen zur Arbeit, seiner persönlichen und finanziellen Verhältnissen sowie der Situation am kurfürstlichen Hof von Hannover gehört der intensive Briefwechsel mit zwischen Leibniz und seinem Amanuensis Johann Friedrich Hodann (1674–1745), dem in den Zeiten der oft jahrelangen Abwesenheit von Hannover die Aufsicht und Verwaltung des Hauses in der Schmiedestraße und der Gärten übertragen wurde.

### Briefwechsel als UNESCO-Weltdokumentenerbe

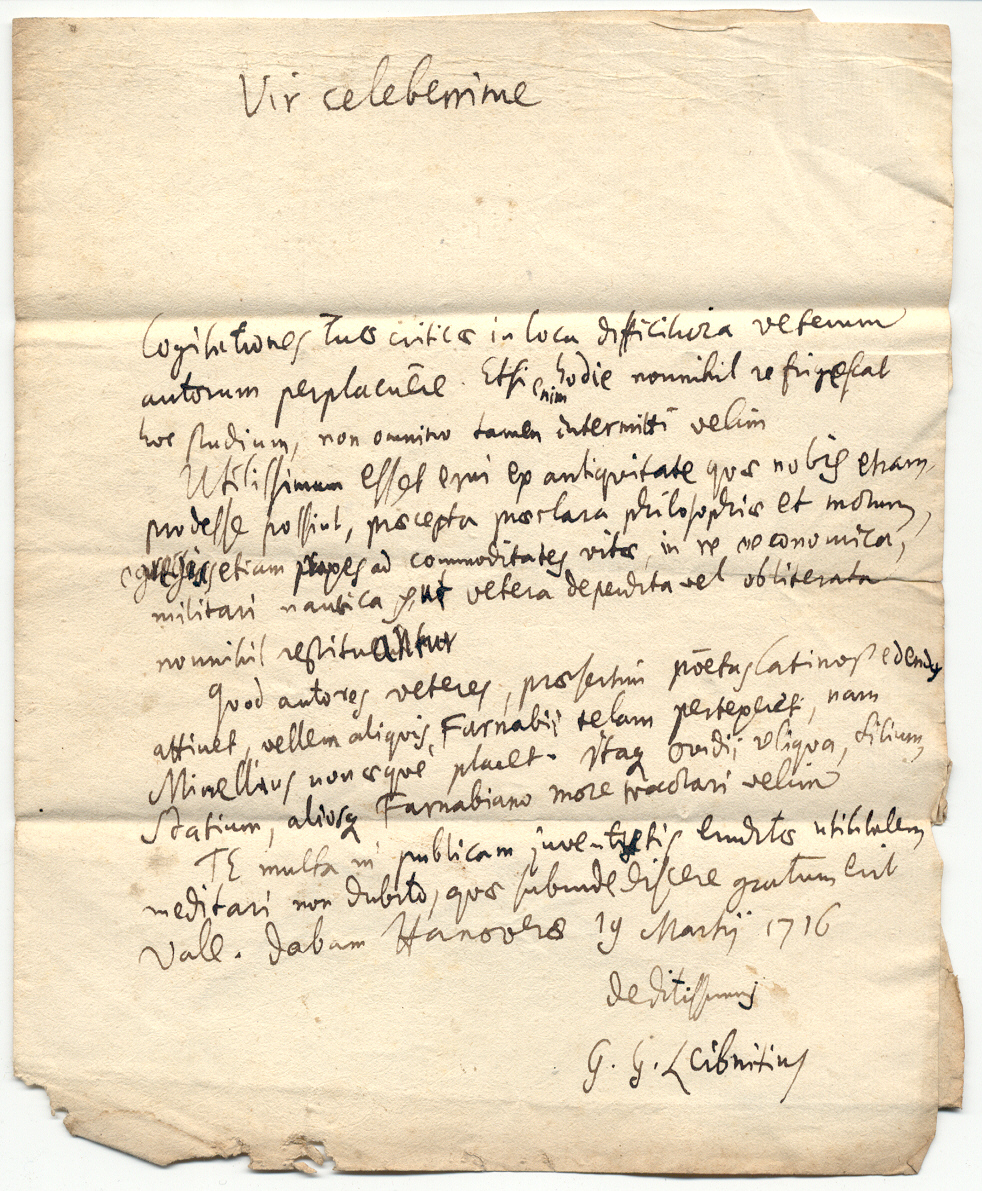
Brief von Leibniz nach Kiel aus dem März 1716 eine Veröffentlichung betreffend

Das Deutsche Nominierungskomitee hat den in der Gottfried Wilhelm Leibniz Bibliothek in Hannover aufbewahrten Briefwechsel von Gottfried Wilhelm Leibniz 2006 für das UNESCO-Programm Weltdokumentenerbe (Memory of the World) vorgeschlagen. Im Herbst 2007 entschied der Generaldirektor der UNESCO abschließend über den Neueintrag in das Memory of the World-Register. Damit erklärte die UNESCO den Briefwechsel als Bestandteil des Weltgedächtnisses und damit als besonders schützenswert.
Der Briefwechsel enthält rund 15.000 Briefe mit 1100 Korrespondenten. Er ist Bestandteil des in Hannover aufbewahrten Leibniz-Nachlasses mit ca. 50.000 Nummern mit rund 200.000 Blättern. Zum Nachlass gehören auch die Bibliothek von Leibniz und das einzig erhaltene Exemplar der von ihm konstruierten Vier-Spezies-Rechenmaschine.

## Gedenken

### Benannte Methoden und Phänomene
- Leibniz-Kriterium, mathematisches Konvergenzkriterium
- Leibnizregel, siehe Produktregel
- Leibniz-Reihe zur Annäherung an die Kreiszahl {\displaystyle \pi }
- Satz von Leibniz in der Ebenen Geometrie
- Satz von Newton-Leibniz, siehe Fundamentalsatz der Analysis
- Sektorformel von Leibniz zur Berechnung von Flächeninhalten
- Leibniz-Formel, siehe Determinante

### Denkmäler
Das Leibnizdenkmal im Innenhof der Universität Leipzig zeigt Leibniz als überlebensgroße Statue.
In Hannover erinnern zwei Denkmäler im öffentlichen Raum an Leibniz. Der Leibniztempel im Georgengarten wurde 1790 geweiht; es handelt sich um das erste einem Nichtadeligen gewidmete Bauwerk in Deutschland. Am Opernplatz wurde am 27. November 2008 das von Stefan Schwertfeger gestaltete Leibniz-Denkmal eingeweiht.

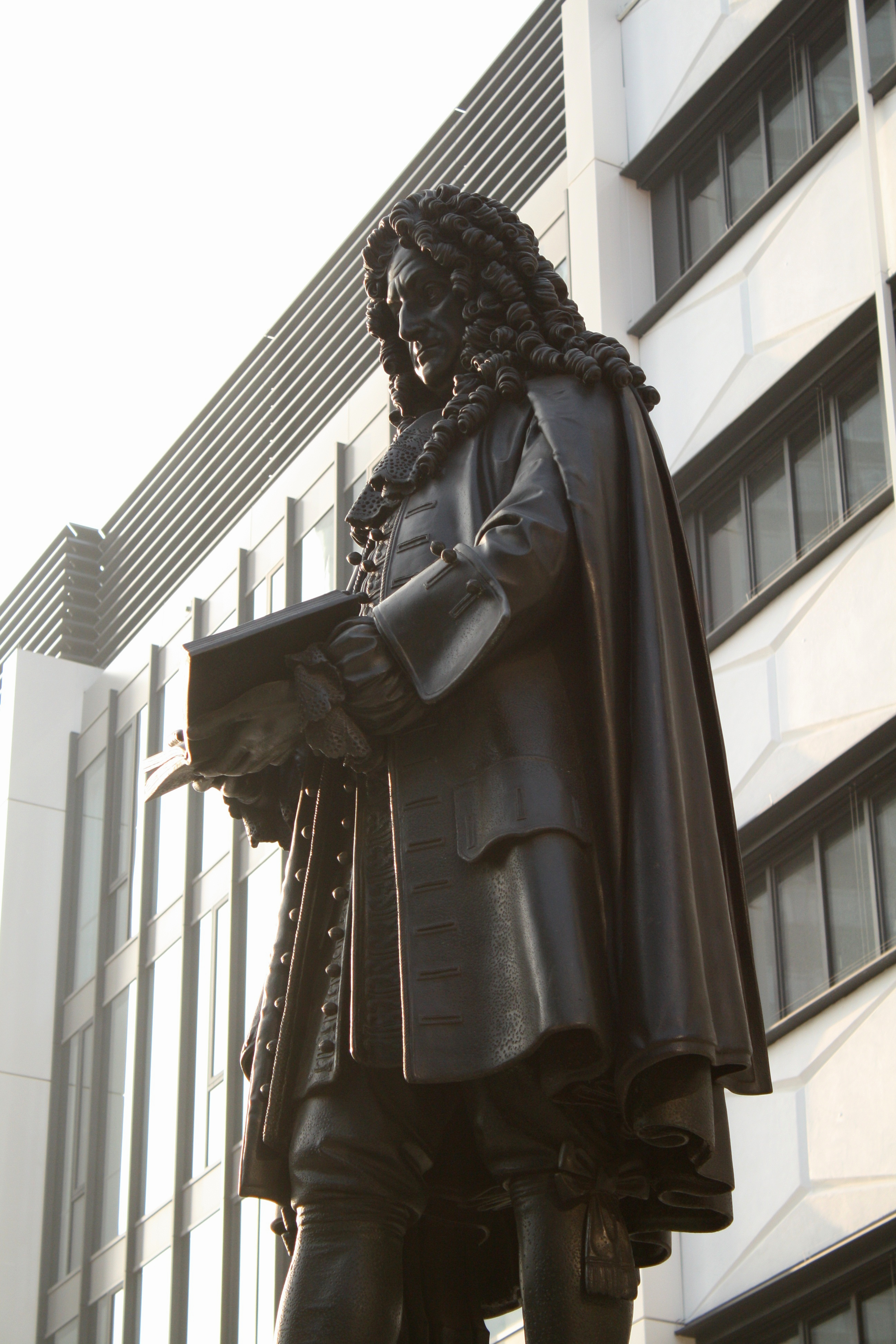
Leibniz-Statue im Innenhof des Neuen Campus der Universität Leipzig
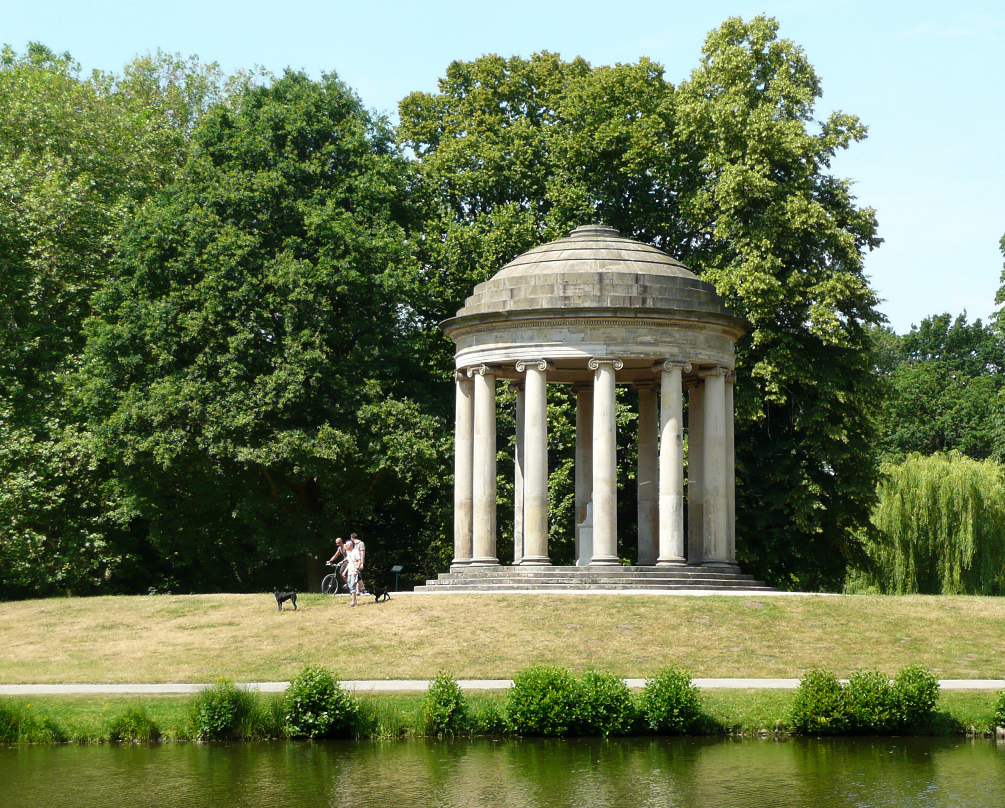
Leibniztempel im Georgengarten Hannover
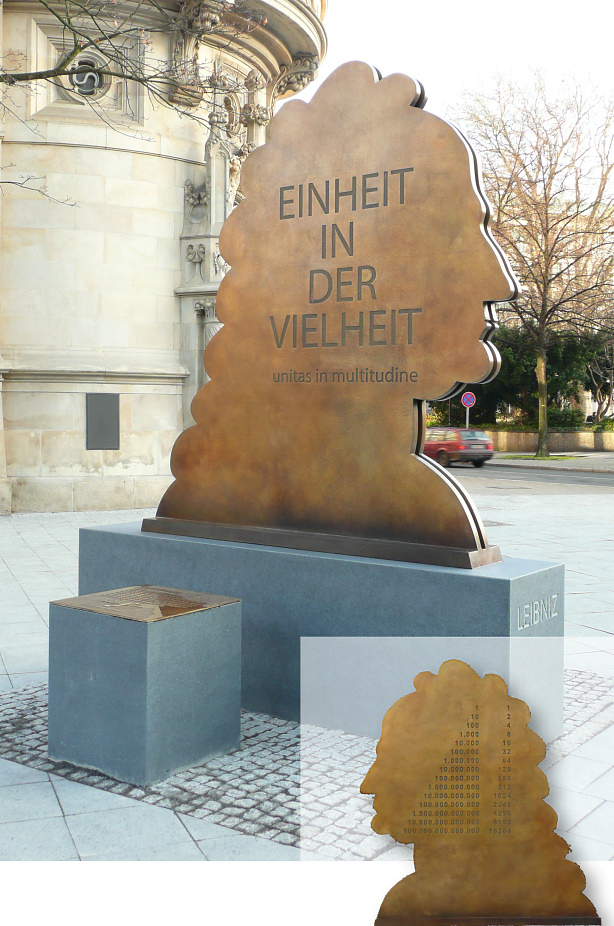
Leibniz-Denkmal in Hannover, unten rechts die Rückseite mit Darstellung des Binärsystems

### Patronat und Institutionen
- Gottfried Wilhelm Leibniz Universität Hannover (Umbenennung der Universität Hannover am 1. Juli 2006)
- Leibniz-Akademie in Hannover
- Gottfried Wilhelm Leibniz Bibliothek Hannover
- Gottfried-Wilhelm-Leibniz-Gesellschaft Hannover
- Leibniz-Gemeinschaft, ein Zusammenschluss deutscher Forschungsinstitute unterschiedlicher Fachrichtungen mit Sitz in Berlin.
- Leibniz-Sozietät der Wissenschaften zu Berlin
- Leibniz Kolleg Tübingen
- Leibniz-Rechenzentrum Garching
- Leibniz-Gymnasien in ganz Deutschland

### Preisvergaben
- Gottfried Wilhelm Leibniz-Preis
- Leibniz-Ring-Hannover
- Leibniz-Medaille der Preußischen Akademie der Wissenschaften, der Akademie der Wissenschaften der DDR und der Berlin-Brandenburgischen Akademie der Wissenschaften
- Leibniz-Medaille der Akademie der Wissenschaften und der Literatur Mainz
- Gottfried-Wilhelm-Leibniz-Medaille der Leibniz-Sozietät der Wissenschaften zu Berlin

### Gedenktag
- 1. Juli: Der Leibniz-Tag am Geburtstag von Leibniz wird seit 2006 unter der Schirmherrschaft des hannoverschen Oberbürgermeisters in Kooperation mit der Leibnizschule Hannover und der Hannoverschen Allgemeinen Zeitung veranstaltet.[82]
- 14. November im Evangelischen Namenkalender, der Todestag von Leibniz[83]

### Ausstellungen
- 1945, 1. Juli – 1946 (?): Gottfried Wilhelm Leibniz (1646–1716). Ausstellung zu seinem 300. Geburtstag. Hannover, Niedersächsische Landesbibliothek[84]
- 1966: Gottfried Wilhelm Leibniz (1646–1716). Ausstellung zu seinem 250. Todestage. Hannover, Leibnizhaus[85][86]
- 1987, 10. Juni – 22. Juli: Leibniz in Berlin. Berlin, Schloss Charlottenburg. Veranstalter: Verwaltung der Staatlichen Schlösser und Gärten in Berlin in Zusammenarbeit mit dem Leibniz-Archiv der Niedersächsischen Landesbibliothek Hannover[87]
- 1988, Juni: Leibniz und Europa (Ausstellung aus Anlass eines Gipfeltreffens der Staats- und Regierungschefs der Europäischen Gemeinschaft). Hannover, Niedersächsische Landesbibliothek. Kurator: Albert Heinemann[88]
- 1990–2007: Gottfried Wilhelm Leibniz. Das Wirken des großen Universalgelehrten als Philosoph, Mathematiker, Physiker, Techniker (mehrfach überarbeitete Wanderausstellung, die insgesamt elf Mal im In- und Ausland gezeigt wurde und 2008 an der Universität Hannover als Dauerausstellung fest installiert wurde). Erstausstellung: Hannover, Universität (1990). Weitere Ausstellungsstationen: Bonn (1990), Minden (1990), Hannover (2000), Kassel (2000), Berlin (2001), Wien (2002), Altdorf (2005), Hannover (2006). Wolfenbüttel (2007). Kurator: Erwin Stein [u. a.][89]
- 1996: Der junge Leibniz und Leipzig. Ausstellung zum 350. Geburtstag von Gottfried Wilhelm Leibniz. Leipzig, Altes Rathaus. Kurator: Detlef Döring[90]
- 1996: Gottfried Wilhelm Leibniz. Eine Ausstellung zu Leben und Werk in Büchern und Dokumenten. Köln, Universitäts- und Stadtbibliothek[91]
- 2006: Leibniz und seine Bücher (Ausstellung anlässlich des Leibniz-Sommers 2006). Hannover, Gottfried Wilhelm Leibniz Bibliothek – Niedersächsische Landesbibliothek[92]
- 2008 ff.: Gottfried Wilhelm Leibniz (1646–1716) (aus der Wanderausstellung 1990–2007 hervorgegangene Dauerausstellung). Hannover, Gottfried Wilhelm Leibniz Universität. Kurator: Erwin Stein[93][94]
- 2010 ff.: Leibniz Virtuell (Virtuelle Ausstellung über Leben und Werk von G. W. Leibniz im Rahmen von „LeibnizCentral – Das Wissensportal zu Gottfried Wilhelm Leibniz“). Verantwortlich: Gottfried Wilhelm Leibniz Bibliothek – Niedersächsische Landesbibliothek, Hannover[95]
- 2016, 7. Januar – 19. Juni: Leibniz in bester Gesellschaft. Hannover, Neues Rathaus. Koproduktion der Gottfried Wilhelm Leibniz Bibliothek, des Leibniz-Archivs, des hannoverschen Künstlers Tobias Schreiber, der Hannover Marketing & Tourismus Gesellschaft sowie der Landeshauptstadt Hannover[96]
- 2016, 15. Februar – 31. Dezember: Leibniz als Mathematiker. Ausstellung zum 300. Todestag von Gottfried Wilhelm Leibniz (1646–1716). Würzburg, Teilbibliothek des Instituts für Mathematik der Universität Würzburg. Kurator: Hans-Joachim Vollrath[97][98]
- 2016, 15. April – 2017, 26. Januar: Gottfried Wilhelm Leibniz (1646–1716). Leben, Werk, Wirkung. Eine Ausstellung historischer Bücher und Dokumente anlässlich des 300. Todestages des Universalgelehrten. Jena, Thüringer Universitäts- und Landesbibliothek. Kuratoren: Kirsten Gerth, Uwe B. Glatz[99][100]
- 2016, 21. Juni – 31. Dezember: 1716 – Leibniz’ letztes Lebensjahr. Unbekanntes zu einem bekannten Universalgelehrten. Hannover, Gottfried Wilhelm Leibniz Bibliothek – Niedersächsische Landesbibliothek. Kurator: Michael Kempe[101][102]
- 2016, 22. Juni – 2017, Januar: II00II0III0 – Leibniz. Schönste aller Welten. Foto-Ausstellung. Ein Projekt von Olaf Martens. Leipzig, Alte Nikolaischule[103]
- 2016, 30. Juni – 2017, 5. Februar: Leibniz und die Leichtigkeit des Denkens. Historische Modelle: Kunstwerke, Medien, Visionen. Nürnberg, Germanisches Nationalmuseum. Kurator: Frank Matthias Kammel[104][105]
- 2016, 9. Juli – 30. Oktober: Leibniz. Das Universalgenie in Alltag und Comic. Hannover, Wilhelm Busch – Deutsches Museum für Karikatur und Zeichenkunst. Konzeption: Georg Ruppelt[106][107]
- 2016, 5.–18. Oktober: Im Leibniz. Über Leibniz. Mathe und mehr. Ausstellung anlässlich des 350. Jubiläums der Immatrikulation von Gottfried Wilhelm Leibniz an der Universität Altdorf. Altdorf, Leibniz-Gymnasium. Veranstalter: Leibniz-Gymnasium Altdorf[108]
- 2016, 11. November – 2017, 2. April: Leibniz – das Universalgenie im „Mosaik“. Leipzig, Deutsches Buch- und Schriftmuseum der Deutschen Nationalbibliothek[109]

### Sonstiges

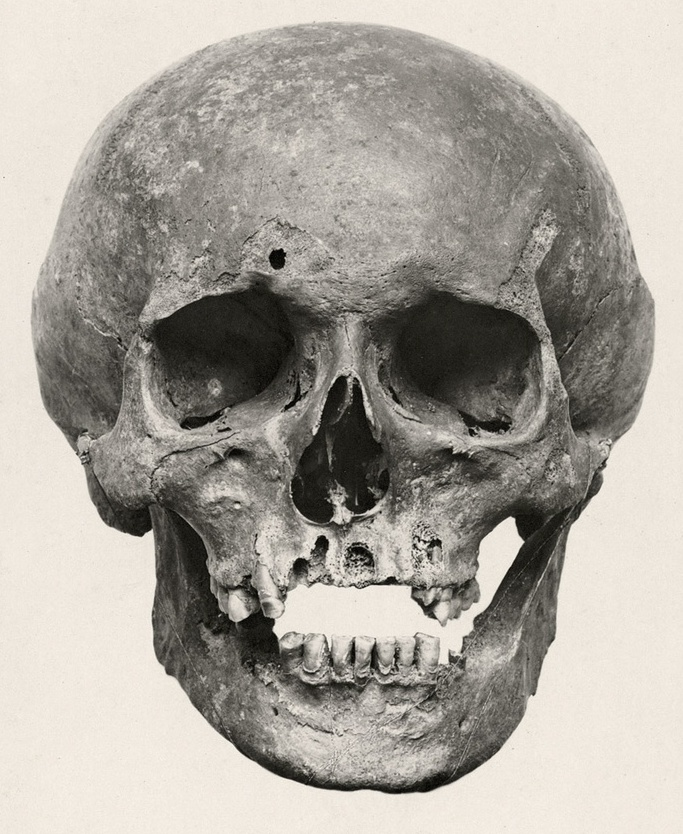
Schädel von Gottfried Wilhelm Leibniz, Foto von Georg Alpers junior

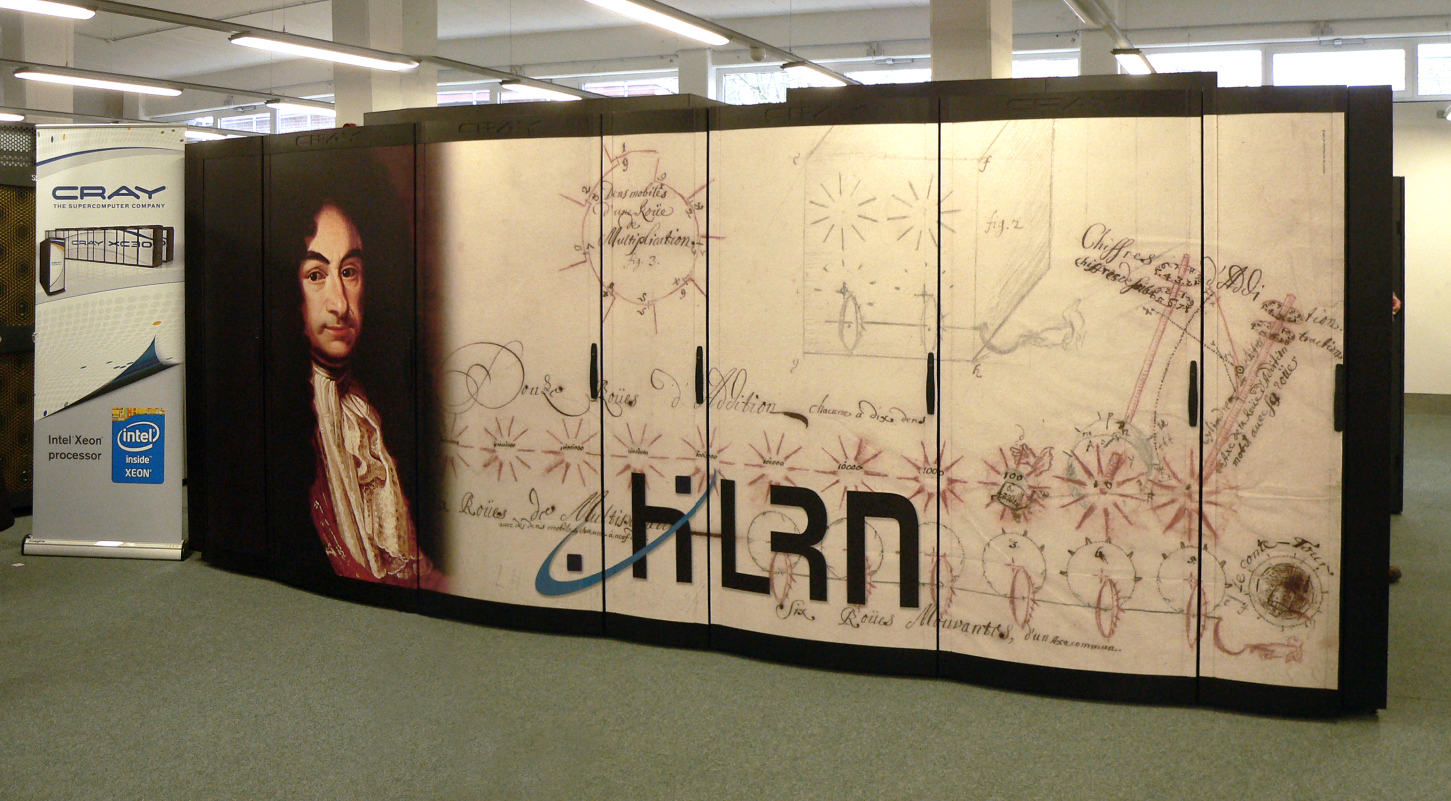
Leibniz-Porträt auf dem Supercomputer HLRN-III, genannt Gottfried, am Standort Hannover des Norddeutschen Verbundes für Hoch- und Höchstleistungsrechnen

- Pastor Kranold von der Neustädter Kirche ließ 1906 zwei Fotografien des Schädels von Leibniz durch Georg Alpers junior anfertigen.[110]
- Leibnitz (Mondkrater), bei 38° 18′ S, 179° 12′ O
- (5149) Leibniz, 1960 entdeckter und 1993 benannter Hauptgürtelasteroid
- Nach dem Philosophen Leibniz ist auch eine Pflanzengattung Leibnitzia Cass. aus der Familie der Korbblütler (Asteraceae) benannt.[111]
- Leibniz Butterkeks der „Hannoverschen Cakes-Fabrik H. Bahlsen 1891“[112]
- Pik Leibniz, Berg im kirgisischen Pamir-Gebirge
- Gottfried ist der Name des Supercomputers HLRN-III des Norddeutschen Verbunds für Hoch- und Höchstleistungsrechnen am Standort Hannover[113]
- Leipziger Klub der Intelligenz „Gottfried Wilhelm Leibniz“ im Kulturbund der DDR
- Leibnizallee, Weimar
- Leibnizplatz, Bremen
- Leibnizufer, sechsspurige Straße entlang der Leine in der hannoverschen Innenstadt
- Leibnizstraße in Berlin-Charlottenburg
- Gottfried-Leibniz-Straße in Berlin-Adlershof
- Leibnizstraße in Leipzig
- Leibnizstraße in Magdeburg
- Leibnizgasse in Wien[114]
- Europamarke vom 8. Mai 1980 nach einem Entwurf von Elisabeth von Janota-Bzowski

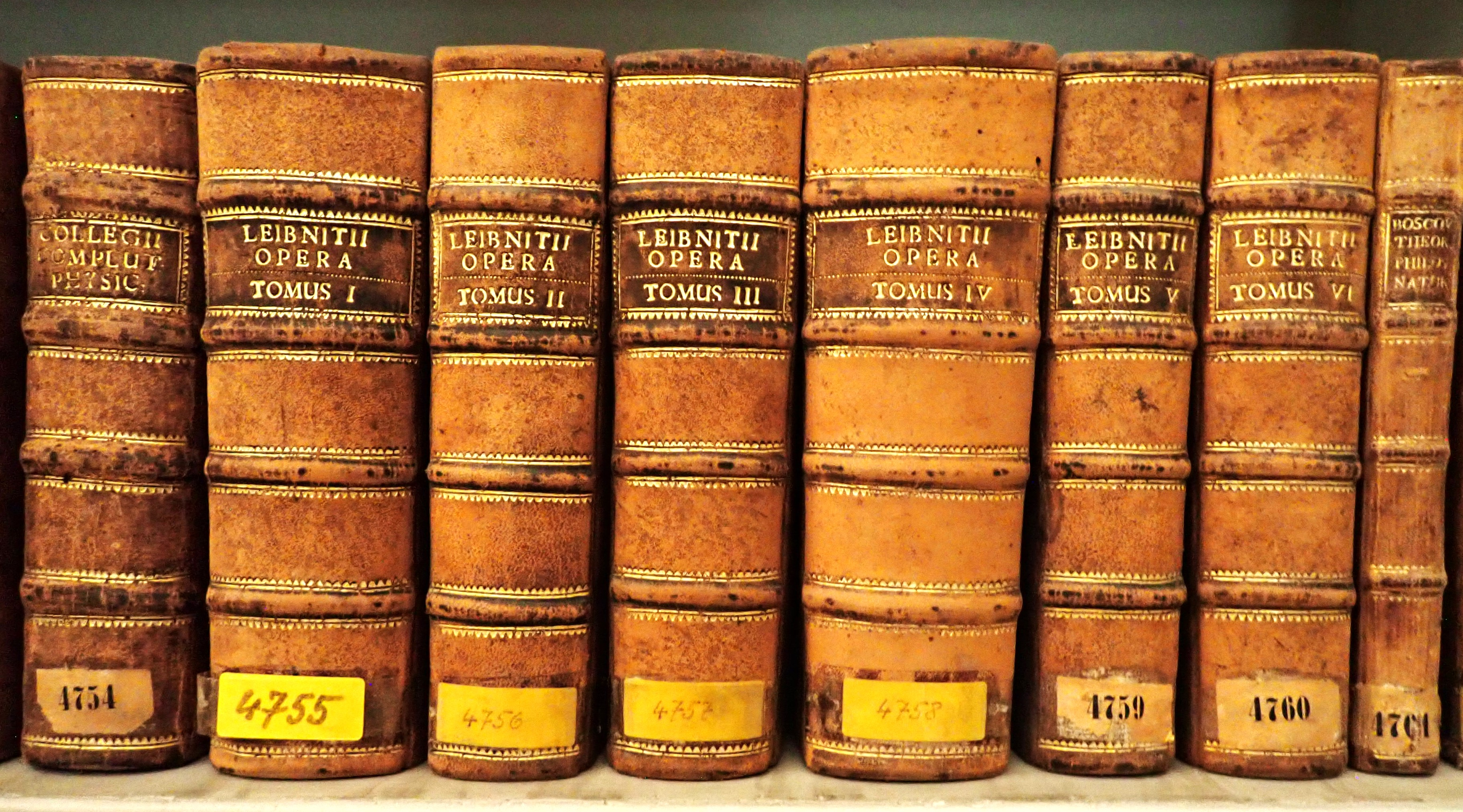
Werke von Leibniz in der Bibliothek des Klosters Neustift (Südtirol)

### Werke
- Disputatio Metaphysica De Principio Individui. Leipzig 1663. (Zusammen mit Jakob Thomasius.) Digitalisat der SLUB-Dresden.
- Disputatio Inauguralis De Casibus Perplexis In Jure. [Altdorf] 1666. Digitalisat der SLUB-Dresden.
- Nova Methodus Discendae Docendaeque Iurisprudentiae. Frankfurt 1667. Digitalisat der SLUB-Dresden.
- Dialogus de connexione inter res et verba. 1677.
- De vera proportione circuli ad quadratum circumscriptum in Numeris rationalibus expressa. 1682.
- Nova Methodus Pro Maximis Et Minimis. Leipzig 1684.
- Metaphysische Abhandlung (Originaltitel: Discours de métaphysique). 1686.
- Ars Combinatoria. [Jena] 1690 (digital.slub-dresden.de).
- Système nouveau de la nature. 1695.
- Neue Abhandlungen über den menschlichen Verstand (Originaltitel: Nouveaux Essais sur L’entendement humain). verfasst: 1705, erstmals veröffentlicht: 1765.
- Scriptores rerum Brunsvicensium. 3 Bände. Hannover 1707–1711, urn:nbn:de:hbz:061:1-83743 (Von Leibniz bzw. Godefrid Guilelmus Leibnitius herausgegebene Quellensammlung zur welfischen und niedersächsischen Geschichte). Digitalisat der ULB Düsseldorf
- Theodizee (Originaltitel: Essais de Théodicée). Amsterdam 1710.
- Die Vernunftprinzipien der Natur und der Gnade (Originaltitel: Principes de la nature et de la Grâce fondés en raison). 1714.
- Monadologie (Originaltitel: La Monadologie). 1714 (erschienen 1720).
- Protogaea oder Abhandlung von der ersten Gestalt der Erde und den Spuren der Historie in Denkmalen der Natur. Leipzig 1749 (posthum). Digitalisat

#### Textausgaben
Zu den von Eduard Bodemann herausgegebenen Ausgaben, siehe dort.
- Gottfried Wilhelm Leibniz: Sämtliche Schriften und Briefe. Herausgegeben von der Preußischen (jetzt Deutschen) Akademie der Wissenschaften, 1923 – Informationen und teils Voreditionen online (wird ergänzt).
- Die philosophischen Schriften von Gottfried Wilhelm Leibniz. Herausgegeben von C. I. Gerhardt, 7 Bde., 1875–1890 (wiederholt nachgedruckt).
- Leibnizens mathematische Schriften. Herausgegeben von C. I. Gerhardt, 7 Bde., 1849–1863.
- Opuscules et fragments inédits de Leibniz. Herausgegeben von Louis Couturat, 1903.
- Textes Inédits. Herausgegeben von Gaston Grua. Presses Universitaires de France, Paris 1948.
- Generales inquisitiones de analysi notionum et veritatum. Herausgegeben, übersetzt und kommentiert von Franz Schupp. Hamburg 1982, ISBN 3-7873-0533-5.
- Ermahnung an die Deutschen. Von deutscher Sprachpflege. Unveränderter reprographischer Nachdruck der Ausgabe Leipzig 1916. Wissenschaftliche Buchgesellschaft, Darmstadt 1967 (= Libelli, Band 216).
- Discours sur la Théologie Naturelle des Chinois. Herausgegeben von Wenchao Li und Hans Poser. Frankfurt am Main 2002, ISBN 978-3-465-03214-4.
- Schriften zur Syllogistik. Lateinisch-Deutsch. Herausgegeben von Wolfgang Lenzen. Hamburg 2019.

#### Zitatensammlung
- Leibniz Zitate. Herausgegeben von Annette Antoine und Annette von Boetticher. Matrix Media Verlag, Göttingen 2007.

#### Fremdsprachige Ausgaben
- Allgemeine Untersuchungen über die Analyse der Begriffe und Wahrheiten. Lat.-dt., Übers. Franz Schupp, 2. Auflage. Meiner, Hamburg 1993, ISBN 978-3-7873-1142-2.
- Specimen Dynamicum. Lat.-dt., Hrsg. & Übers. Hans Günter Dosch, Glenn W. Most, Enno Rudolph. Meiner, Hamburg 1982, ISBN 978-3-7873-0534-6.
- Philosophische Werke. Übers. Artur Buchenau, Ernst Cassirer, 4 Bde. Meiner, Hamburg 1996, ISBN 978-3-7873-1164-4.
- Die Grundlagen des logischen Kalküls. Lat.-dt., Hrsg. & Übers. Franz Schupp, Stephanie Weber. Meiner, Hamburg 2000, ISBN 978-3-7873-1601-4.
- Monadologie und andere metaphysische Schriften Franz.-Dt., Hrsg. & Übers. Ulrich Johannes Schneider Meiner, Hamburg 2002, ISBN 978-3-7873-1606-9.
- Lehrsätze der Philosophie. Monadologie. Letzte Wahrheiten über Gott, die Welt, die Natur der Seele, den Menschen und die Dinge. Textausgabe Dt.-Frz., Übers. & fortlfd. dt. Kommentar Joachim Christian Horn. Königshausen & Neumann, Würzburg 1985, ISBN 3-213-00001-9, 2. Auflage. 1997, ISBN 3-8260-1297-6.
- Frühe Schriften zum Naturrecht. Lat.-dt., unter Mitwirkung von Hans Zimmermann übers. u. hrsg. v. Hubertus Busche. Meiner, Hamburg 2003, ISBN 978-3-7873-1622-9.
- Philosophische Schriften. Hrsg. Hans Heinz Holz. 4 Bände. Suhrkamp, Frankfurt 1986 u.ö. ISBN 3-518-09233-2.
- Philosophische Schriften und Briefe 1683–1687. Hrsg. Ursula Goldenbaum. Berlin 1992.
- Neue Abhandlungen über den menschlichen Verstand. Vorrede und Buch 1. Aus dem Französischen übersetzt und herausgegeben von Werner Schüßler. Reclams Universal-Bibliothek, 1899; Stuttgart 1993, ISBN 3-15-001899-4.
- Frühe Schriften zum Naturrecht. Lat./dt., Phil. Bibl. Bd. 543, ISBN 3-7873-1622-1.
- Die mathematischen Zeitschriftenartikel. Lat./dt., Leibniz, G. Wilhelm, M.-L. Babin und H.-J. Hess. Olms, Hildesheim 2011, ISBN 978-3-487-14534-1.
- Philosophical Essays. Edited and translated by Roger Ariew and Daniel Garber. Hackett, Indianapolis 1989.
- Philosophical Papers and Letters. Hrsg. Leroy Loemker, 2. Auflage. Reidel, Dordrecht 1969.
- Philosophical Writings. Translated and edited by Mary Morris and G.H.R. Parkinson. Dent, London 1973.
- Logical Papers. Translated and edited by G. H. R. Parkinson. Oxford University Press, 1966
- Monadology and Other Philosophical Essays. Translated and edited by Paul Schrecker and Anne Martin Schrecker. Bobbs-Merrill, N. Y. 1965.
- Selections. Ed. Philip P. Wiener. Charles Scribner’s Sons, N. Y. 1951.
- Philosophical Texts. Edited and translated by R. S. Woolhouse and Richard Francks. With introduction and notes by R. S. Woolhouse, Oxford UP 1998, ISBN 0-19-875153-2.
- Confessio philosophi. Das Glaubensbekenntnis des Philosophen. Ein Dialog. Lat.-dt., Hrsg. & Übers. Otto Saame, Klostermann, Frankfurt 1999, ISBN 978-3-465-02665-5 (zuerst 1967)
- Leibniz korrespondiert mit China. Der Briefwechsel mit den Jesuitenmissionaren 1689–1714. Hrsg. von Rita Widmaier. Frankfurt 1990, ISBN 978-3-465-02213-8.
- Ars Combinatoria. Frankfurt 1690[115]

### Einführende Sekundärliteratur
- Maria Rosa Antognazza: Leibniz: A Very Short Introduction. Oxford 2016.
- Karl-Heinz Best: Gottfried Wilhelm Leibniz (1646–1716). In: Glottometrics 9, 2005, S. 79–82 (PDF Volltext). Thema: Bedeutung von Leibniz für die Quantitative Linguistik. (Wiederabdruck in: Karl-Heinz Best (Hrsg.): Studien zur Geschichte der Quantitativen Linguistik. Band 1. RAM-Verlag, Lüdenscheid 2015, S. 102–105, ISBN 978-3-942303-30-9.)
- Thomas Leinkauf: Leibniz. Ausgewählt und vorgestellt Reihe: Philosophie jetzt! dtv, München 2000 (zuerst: Eugen Diederichs, ebd. 1996) ISBN 3-423-30691-2 (bis S. 38: Einführung & Lebenslauf. Ab S. 39–498 Auszüge aus allen Schriften & Anmerkungen dazu. Ferner: Literatur & ausführliches Stichwortverzeichnis).
- Michael-Thomas Liske: Gottfried Wilhelm Leibniz. Beck, München 2000, ISBN 3-406-41955-0.
- Manfred Orlick: Gottfried Wilhelm Leibniz : Begründer der Monadenlehre (= Philosophie für unterwegs. Band 15). Mitteldeutscher Verlag, Halle (Saale) 2022, ISBN 978-3-96311-723-7.
- Hans Poser: Gottfried Wilhelm Leibniz zur Einführung. 3., korrigierte Auflage. Junius, Hamburg 2016, ISBN 978-3-88506-613-2.
- Carl von Prantl: Gottfried Wilhelm Leibniz. In: Allgemeine Deutsche Biographie (ADB). Band 18, Duncker & Humblot, Leipzig 1883, S. 172–209.
- Hartmut Rosenau: Gottfried Wilhelm Leibniz. In: Biographisch-Bibliographisches Kirchenlexikon (BBKL). Band 4, Bautz, Herzberg 1992, ISBN 3-88309-038-7, Sp. 1383–1388 (Artikel/Artikelanfang im Internet-Archive am 2007-06-30).
- Heinrich Schepers: Leibniz, Gottfried Wilhelm. In: Neue Deutsche Biographie (NDB). Band 14, Duncker & Humblot, Berlin 1985, ISBN 3-428-00195-8, S. 121–131 (Digitalisat).
- Werner Schneiders: Gottfried Wilhelm Leibniz: Das Reich der Vernunft. In: Josef Speck (Hrsg.): Grundprobleme der großen Philosophen. Philosophie der Neuzeit I. Göttingen 1979, S. 139–175.

### Rechenmaschine
- Ernst-Eberhard Wilberg: Die Leibniz’sche Rechenmaschine und die Julius-Universität in Helmstedt. Braunschweig 1977 (Beiträge zur Geschichte der Carolo-Wilhelmina 5).
- Johann Stephan Pütter: Leibnitz’ Rechenmaschine. In: Pütter: Versuch einer academischen Gelehrten-Geschichte von der Georg-Augustus-Universität zu Göttingen. Göttingen 1765, S. 243–246.
- B. Zimmermann: Zur Geschichte der Leibnizschen Rechenmaschine. In: Wissenschaft und Fortschritt. 25(1975)2, Berlin 1975, S. 76–77.
- Johann Paul Bischoff: Versuch einer Geschichte der Rechenmaschine. Ansbach 1804. Hrsg. von Stephan Weiß. München 1990. Die Rechenmaschinen von Pascal, Leibniz, Poleni, Leupold, Hahn usw. werden ausführlich erläutert.
- Abraham Wolf: A history of science, technology, and philosophy in the eighteenth century. London 1938. Siehe Abschnitt „Calculating machines“, S. 654–660.
- Ludolf von Mackensen: Zur Vorgeschichte und Entstehung der ersten digitalen 4-Spezies-Rechenmaschine von Gottfried Wilhelm Leibniz. In: Studia Leibnitiana. Supplementa. 2 (1969), S. 34–68.
- Nikolaus Joachim Lehmann: Neue Erfahrungen zur Funktionstüchtigkeit von Leibniz’ Rechenmaschine. In: Studia Leibnitiana. 25 (1993), S. 174–188.
- Nikolaus Joachim Lehmann: Leibniz als Erfinder und Konstrukteur von Rechenmaschinen.In: Wissenschaft und Weltgestaltung. Internat. Symposion zum 350. Geburtstag von Gottfried Wilhelm Leibniz vom 9. bis 11. April 1996 in Leipzig. Hrsg. von Kurt Nowak … Hildesheim 1999. S. 255–267.

### Monografien

#### Biografien
- G. E. Guhrauer: Gottfried Wilhelm Freiherr von Leibniz: eine Biographie; zu Leibnizens Säkular-Feier; mit neuen Beilagen und einem Register. Hildesheim: Olms
- Gerd van den Heuvel: Leibniz, Gottfried Wilhelm. In: Klaus Mlynek, Waldemar R. Röhrbein (Hrsg.) u. a.: Stadtlexikon Hannover. Von den Anfängen bis in die Gegenwart. Schlütersche, Hannover 2009, ISBN 978-3-89993-662-9, S. 392f.
- C. von Minutoli: Leibnitz als Kriegspolitiker (1841; in: Zeitschrift für Kunst, Wissenschaft und Geschichte des Krieges, 1841; S. 95–125) download
- Wilhelm Totok, Carl Haase: (Hrsg.): Sein Leben, sein Wirken, seine Welt. Verlag für Literatur und Zeitgeschehen, Hannover 1966.
- Kurt Müller, Gisela Krönert: Leben und Werk von Gottfried Wilhelm Leibniz. Eine Chronik. Klostermann, Frankfurt am Main 1969 (Veröffentlichungen des Leibniz-Archivs, Band 2).
- Eric J. Aiton: Gottfried Wilhelm Leibniz: eine Biographie. Frankfurt a. M.: Insel, 1991 (Originalausgabe: Leibniz. A Biography. Hilger, Bristol 1985).
- George MacDonald Ross: Gottfried Wilhelm Leibniz. Leben und Denken Leibniz-Bücherwarte, Bad Münder 1990, ISBN 978-3-925237-14-0.
- Gunter Quarg: Gottfried Wilhelm Leibniz (1646–1716): eine Ausstellung zu Leben und Werk in Büchern und Dokumenten. Universitäts- und Stadtbibliothek, Köln 1996 (106 S.), ISBN 3-931596-08-7 (Kleine Schriften der Universitäts- und Stadtbibliothek Köln, Band 1).
- Reinhard Finster, Gerd van den Heuvel: Gottfried Wilhelm Leibniz. Mit Selbstzeugnissen und Bilddokumenten. 4. Auflage. Rowohlt, Reinbek bei Hamburg 2000 (= Rowohlts Monographien, 50481), ISBN 3-499-50481-2.
- Eike Christian Hirsch: Der berühmte Herr Leibniz. Eine Biographie. C. H. Beck, München 2000, ISBN 3-406-45268-X.
- Ines Böger: »Ein seculum … da man zu Societäten Lust hat«. Darstellung und Analyse der Leibnizschen Sozietätspläne vor dem Hintergrund der europäischen Akademiebewegung im 17. und frühen 18. Jahrhundert. Herbert Utz Verlag, München 2001, ISBN 3-8316-0018-X.
- Heribert Nobis: Leibniz, Gottfried Wilhelm. In: Werner E. Gerabek, Bernhard D. Haage, Gundolf Keil, Wolfgang Wegner (Hrsg.): Enzyklopädie Medizingeschichte. De Gruyter, Berlin/New York 2005, ISBN 3-11-015714-4, S. 834–836.
- Annette Antoine, Annette von Boetticher: Leibniz für Kinder, in der Reihe Kollektion Olms junior, [Hildesheim, Zürich, New York, NY]: Olms, 2008, ISBN 978-3-487-08820-4.
- Maria Rosa Antognazza: Leibniz : an intellectual biography, Cambridge [u. a.] : Cambridge University Press, 2011, ISBN 978-1-107-62761-1.
- Erwin Stein: Gottfried Wilhelm Leibniz, in Dieter Tasch, Horst-Dieter Görg (Hrsg.): Es begann in Hannover… Kekse – Kommißbrote – Rechenmaschinen. Über Persönlichkeiten, Traditionsunternehmen und Meilensteine der Technik-Geschichte, mit Beiträgen von Torsten Hamacher …, in Kooperation mit dem Technik-Forum Hannover e. V., 1. Auflage, Hannover: Leuenhagen & Paris, 2011, ISBN 978-3-923976-84-3, S. 10–23.
- Friedrich-Wilhelm Wellmer, Wolfgang Lampe, Jürgen Gottschalk, Ariane Walsdorf (Hrsg.): Auf den Spuren des Universalgelehrten Gottfried Wilhelm Leibniz im Harz. Papierflieger Verlag, Clausthal-Zellerfeld 2019, ISBN 978-3-86948-726-7.
- Michael Kempe: Die Beste aller möglichen Welten – Gottfried Wilhelm Leibniz in seiner Zeit. Fischer Verlag, Frankfurt am Main 2022, ISBN 978-3-10-000027-9.
- Annette von Boetticher, Georg Ruppelt: Leibniz in Wolfenbüttel und Braunschweig. Georg-Olms-Verlag, Hildesheim u. a. 2022, ISBN 978-3-487-08651-4.

#### Denken
- Robert M. Adams: Leibniz: Determinist, Theist, Idealist. Oxford University Press, Oxford 1998, ISBN 0-19-508460-8.
- Maria Rosa Antognazza: Leibniz: An Intellectual Biography, Cambridge University Press 2009 (das Buch erhielt den Pfizer Award)
- Horst Bredekamp: Die Fenster der Monade. Gottfried Wilhelm Leibniz’ Theater der Natur und Kunst, Akademie Verlag Berlin 2004.
- Hubertus Busche: Leibniz’ Weg ins perspektivische Universum. Eine Harmonie im Zeitalter der Berechnung. Felix Meiner Verlag, Hamburg 1997, ISBN 978-3-7873-1342-6.
- J. A. Cover, John O’Leary-Hawthorne: Substance and Individuation in Leibniz. Cambridge University Press, Cambridge 1999, ISBN 0-521-59394-8.
- Gilles Deleuze: Die Falte. Leibniz und der Barock. Suhrkamp Verlag, Berlin 2000, ISBN 978-3-518-29084-2
- Daniel Garber: Leibniz: Body, Substance, Monad. Oxford 2009.
- Aron Gurwitsch: Leibniz. Philosophie des Panlogismus. Walter de Gruyter, Berlin 1974, ISBN 3-11-004358-0.
- Nicholas Jolley (Hrsg.): The Cambridge Companion to Leibniz. Cambridge University Press, Cambridge 1995, ISBN 0-521-36588-0.
- M. Kulstad: Leibniz on Apperception, Consciousness, and Reflection. Philosophia Verlag, München 1991, ISBN 3-88405-069-9.
- Werner Schüßler, Leibniz’ Auffassung des menschlichen Verstandes (intellectus). Eine Untersuchung zum Standpunktwechsel zwischen «système commun» und «système nouveau» und dem Versuch ihrer Vermittlung (= Quellen und Studien zur Philosophie, hrsg. von Jürgen Mittelstraß, Günther Patzig, Wolfgang Wieland, Bd. 32), Berlin / New York: Walter de Gruyter 1992, XVIII, 256 S., ISBN 3-11-013645-7
- Wolfgang Lenzen: Calculus universalis. Studien zur Logik von G. W. Leibniz. Mentis, Paderborn 2004, ISBN 3-89785-362-0.
- Wolfgang Lenzen: „Leibniz’s Logic“, in: Dov M. Gabbay, John Woods (Hge.): Handbook of the History of Logic, Volume 3, The Rise of Modern Logic: from Leibniz to Frege. North-Holland 2004, ISBN 978-0-444-51611-4, S. 1–83.
- Michael-Thomas Liske: Gottfried Wilhelm Leibniz. Beck, München 2000, ISBN 978-3-406-41955-3.
- Benson Mates: The philosophy of Leibniz. Metaphysics and language. Oxford University Press, New York 1986, ISBN 0-19-503696-4.
- R. McRae: Leibniz: Perception, Apperception, and Thought. University of Toronto Press, Toranto 1976, ISBN 0-8020-5349-1.
- Thomas de Padova: Leibniz, Newton und die Erfindung der Zeit. Piper, München 2013, ISBN 978-3-492-05483-6.
- G. H. Parkinson: Leibniz on Human Freedom. Stuttgart 1970.
- Nicholas Rescher: Leibniz, An Introduction to his Philosophy. Basil Blackwell, Oxford 1979, ISBN 0-631-11570-6.
- Nicholas Rescher: Leibniz’s Metaphysics of Nature. A group of essays. D. Reidel, Dordrecht 1981, ISBN 90-277-1252-2.
- Bertrand Russell: A Critical Exposition of the Philosophy of Leibniz. Routledge, London 1992 (1. Auflage 1900), ISBN 0-415-08296-X.
- Donald Rutherford: Leibniz and the Rational Order of Nature. Cambridge University Press, Cambridge 1995, ISBN 0-521-46155-3.
- Zbigniew Sepioł: Legal and political thought of Gottfried Wilhelm Leibniz. In: Studia Iuridica. Band 41, 2003, ISSN 0137-4346, S. 227–250 (polnisch, ceeol.com).
- Thomas Sonar: Die Geschichte des Prioritätsstreits zwischen Leibniz und Newton. Springer Verlag, Berlin 2016, ISBN 978-3-662-48861-4.
- Manfred Wilde: Korrespondenten von G. W. Leibniz. Johann Caspar Westphal, geb. 28. November 1649 in Rügenwalde/Pommern – gest. 24. März 1722 in Delitzsch/Sachsen. In: Studia Leibnitiana. Zeitschrift für Geschichte der Philosophie und der Wissenschaften, Band 38/39, Heft 2 (2006/2007). Herausgegeben im Auftrag der Gottfried-Wilhelm-Leibniz-Gesellschaft e. V., Franz Steiner Verlag, Stuttgart 2008, S. 219–234.
- Catherine Wilson: Leibniz’s Metaphysics: A historical and comparative study. Manchester University Press, Manchester 1989, ISBN 0-7190-2788-8.
- R. S. Woolhouse (Hrsg.): Gottfried Wilhelm Leibniz. Critical Assessments. Routledge, London 1994 (4 Bde.), ISBN 0-415-03808-1.

#### Rezeption
- Alexandra Lewendoski (Hrsg.): Leibnizbilder im 18. und 19. Jahrhundert. Steiner, Stuttgart 2004, ISBN 978-3-515-08401-7.

### Zum Weltdokumentenerbe
- Georg Ruppelt, Hrsg., im Auftrag der Freunde und Förderer der Gottfried Wilhelm Leibniz Bibliothek – Niedersächsische Landesbibliothek: UNESCO-Weltdokumentenerbe: der Briefwechsel von Gottfried Wilhelm Leibniz / Aufnahme des Briefwechsels von Gottfried Wilhelm Leibniz in das Register des UNESCO-Weltdokumentenerbes „Memory of the world“, Dokumentation der Festveranstaltung vom 1. Juli 2008. Niemeyer, Hameln 2009, ISBN 978-3-8271-8900-4.

### Belletristik
- Egmont Colerus: Leibniz, der Lebensroman eines weltumspannenden Geistes. Paul Zsolnay Verlag, Berlin/Wien/Leipzig 1939.
- Christa Johannsen: Leibniz. Roman seines Lebens. 6. Auflage. Union-Verlag, Berlin 1976.